# Ventosa de la Cuesta
Ventosa de la Cuesta es un municipio y localidad española de la provincia de Valladolid, en la comunidad autónoma de Castilla y León. Se encuentra en la comarca de la Tierra del Vino y forma parte, asimismo, del partido judicial de Medina del Campo. Su entorno se caracteriza por un relieve de cuestas y campiñas, entre los 720 y 780 m s. n. m., en la antesala de las terrazas de los ríos Eresma y Adaja.
Sus orígenes se remontan a la repoblación efectuada en la zona gracias a la campaña de Alfonso VI de León a finales del siglo XI, cuando conquistó Toledo en 1085; así, hacia 1070-1080 debió surgir Medina del Campo y posteriormente el resto de localidades de su entorno —entre ellas Ventosa de la Cuesta—, las cuales conformaron desde el siglo XII la comunidad de villa y tierra de Medina del Campo. Asimismo, desde sus inicios y hasta mediados del siglo XX la localidad perteneció a la diócesis de Ávila.
A mediados del siglo XVI, la necesidad de recursos económicos por parte de la monarquía provocó que Felipe II permitiese la venta de villas y lugares de realengo; así, Ventosa de la Cuesta fue adquirida en 1559 por el escultor Alonso Berruguete y desde ese momento este fue señor de Ventosa. La villa permaneció en manos de sus herederos hasta la desaparición de los señoríos en 1837, y tras la caída del Antiguo Régimen quedó constituida en ayuntamiento constitucional.
Entre su patrimonio destaca la iglesia de Santa María de la Asunción —en cuyo altar mayor fue enterrado Alonso Berruguete tras su fallecimiento en 1561—, la ermita del Humilladero del Cristo y el Monumento de Semana Santa, que se instala en el interior de la iglesia durante dicha semana. Es el lugar de nacimiento de San José Fernández de Ventosa, dominico martirizado en Vietnam beatificado por León XIII en 1900 y canonizado por Juan Pablo II en 1988.
Su economía se basa tradicionalmente en el sector primario, tal y como ya afirmaban Sebastián Miñano y Pascual Madoz en el siglo XIX. En época contemporánea se dan cultivos de secano y viñedos, estos últimos dentro de la denominación de origen Rueda. Entre las celebraciones que tienen lugar a lo largo del año destacan las fiestas patronales de San Isidro —a mediados de mayo—, San José Fernández de Ventosa —a finales de julio—, y la semana cultural, durante el mes de agosto.

## Toponimia
El topónimo de Ventosa de la Cuesta procede de la unión de vocablos; por un lado la palabra «Ventosa», derivada del latín ventus más el sufijo osus, con un significado de lugar abierto o batido por los vientos. Por otro lado la palabra «Cuesta», derivado del latín Costam (costilla, lado), referido a un accidente o pendiente del terreno.

## Geografía

### Ubicación

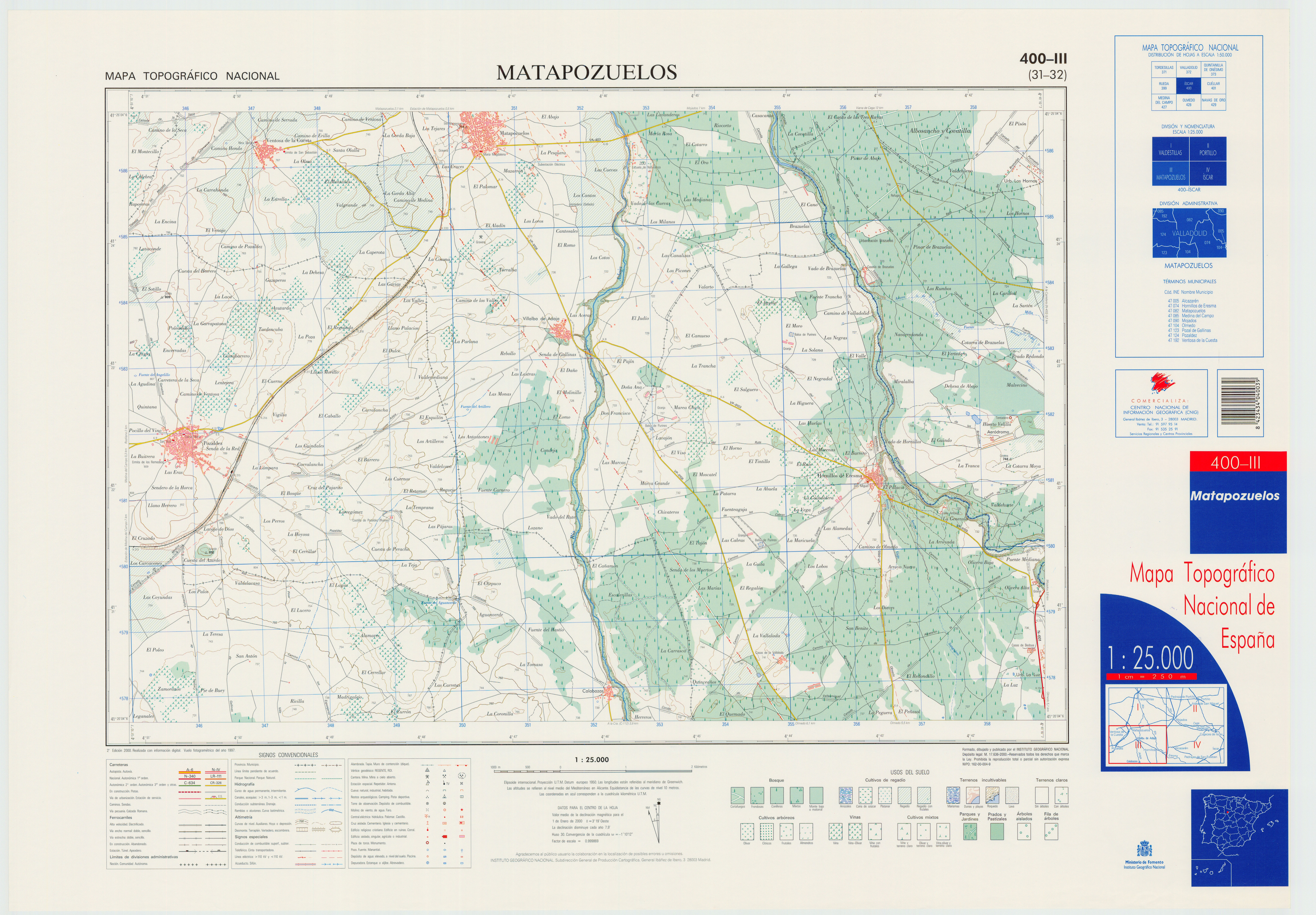
Fragmento de la hoja 400 del Mapa Topográfico Nacional de España del año 2000 en el que se representa Ventosa de la Cuesta

El término municipal de Ventosa de la Cuesta, que abarca una superficie de 16,21 km², está situado al sur de la zona central de la provincia de Valladolid. Su territorio está representado en la hoja MTN50 (escala 1:50 000) 400 del Mapa Topográfico Nacional.
| Noroeste: La Seca         | Norte: Serrada | Noreste: Serrada      |
| Oeste: Medina del Campo   |                | Este: Matapozuelos    |
| Suroeste Medina del Campo | Sur: Pozaldez  | Sureste: Matapozuelos |

### Orografía e hidrografía
El municipio se encuentra en una zona del sur de la provincia caracterizada por un relieve poco accidentado cuyos elementos geográficos más destacados son los páramos, las laderas de los mismos o cuestas y los relieves alomados o campiñas, que aquí se manifiestan acompañadas de relieves en graderío pertenecientes a las terrazas de los ríos Eresma y Adaja. Su altitud media oscila entre los aproximadamente 780 m s. n. m., la zona más alta situada en la parte suroeste del municipio —en el entorno del vértice geodésico de Sotillo (809 m s. n. m.), ya en el término de Pozaldez— y los 720 m s. n. m., en la zona norte del territorio municipal. A nivel general, Ventosa de la Cuesta forma parte de la cuenca del Duero, depresión de origen terciario colmatada por materiales continentales que posteriormente fueron erosionados y recubiertos por sedimentos cuaternarios.
Edafológicamente, en sus suelos predominan sedimentos de origen Neógeno y Cuaternario, en forma de suelos rojos fersialíticos, y a nivel geológico los materiales que nos encontramos son yesos, arenas y gravas de terrazas, utilizados localmente para la construcción. Hidrográficamente, el municipio se encuentra en la cuenca del río Eresma —afluente del río Duero—, perteneciente a la cuenca hidrográfica del Duero. El término municipal no cuenta con ningún curso de agua y tan solo en las terrazas del sistema Eresma-Adaja hay constancia de acuíferos de pequeño espesor.

### Clima

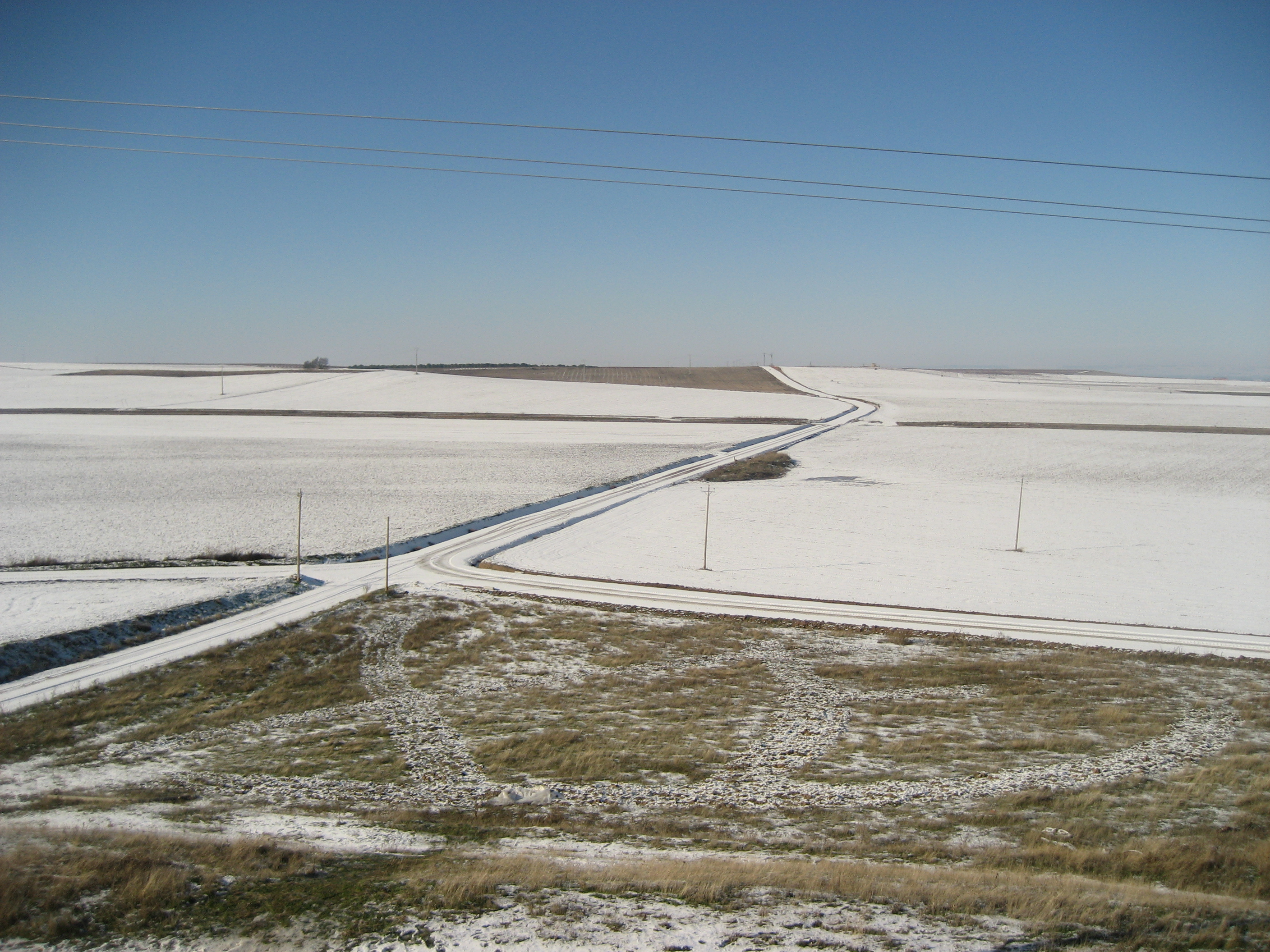
Vista invernal de sus campos

El clima en el municipio se clasifica como mediterráneo continentalizado, de inviernos fríos con frecuentes heladas y veranos cálidos y secos. La oscilación térmica anual ronda los 15 °C mientras que la diaria supera en ocasiones los 20 °C. Las bajas precipitaciones se reparten de forma irregular a lo largo del año, con escasez de las mismas en verano, concentrándose al final del otoño, en los meses invernales y al principio de la primavera.
Según la clasificación climática de Köppen Ventosa de la Cuesta se encuadra en la variante Csb, es decir, clima mediterráneo de veranos suaves, con la media del mes más cálido no superior a 22 °C pero superándose los 10 °C durante cinco o más meses. Se trata de un clima de transición entre el mediterráneo (Csa) y el oceánico (Cfb). En base de los datos de las estaciones meteorológicas situadas en Olmedo y Matapozuelos, a 21 y 4 kilómetros de distancia respectivamente, los parámetros climáticos promedio aproximados del municipio son los siguientes:
| Parámetros climáticos promedio de Olmedo (temperaturas) y Matapozuelos (precipitaciones)                                          | Parámetros climáticos promedio de Olmedo (temperaturas) y Matapozuelos (precipitaciones) | Parámetros climáticos promedio de Olmedo (temperaturas) y Matapozuelos (precipitaciones) | Parámetros climáticos promedio de Olmedo (temperaturas) y Matapozuelos (precipitaciones) | Parámetros climáticos promedio de Olmedo (temperaturas) y Matapozuelos (precipitaciones) | Parámetros climáticos promedio de Olmedo (temperaturas) y Matapozuelos (precipitaciones) | Parámetros climáticos promedio de Olmedo (temperaturas) y Matapozuelos (precipitaciones) | Parámetros climáticos promedio de Olmedo (temperaturas) y Matapozuelos (precipitaciones) | Parámetros climáticos promedio de Olmedo (temperaturas) y Matapozuelos (precipitaciones) | Parámetros climáticos promedio de Olmedo (temperaturas) y Matapozuelos (precipitaciones) | Parámetros climáticos promedio de Olmedo (temperaturas) y Matapozuelos (precipitaciones) | Parámetros climáticos promedio de Olmedo (temperaturas) y Matapozuelos (precipitaciones) | Parámetros climáticos promedio de Olmedo (temperaturas) y Matapozuelos (precipitaciones) | Parámetros climáticos promedio de Olmedo (temperaturas) y Matapozuelos (precipitaciones) |
| Mes | Ene.                                                                                     | Feb.                                                                                     | Mar.                                                                                     | Abr.                                                                                     | May.                                                                                     | Jun.                                                                                     | Jul.                                                                                     | Ago.                                                                                     | Sep.                                                                                     | Oct.                                                                                     | Nov.                                                                                     | Dic.                                                                                     | Anual                                                                                    |
| --- | ---------------------------------------------------------------------------------------- | ---------------------------------------------------------------------------------------- | ---------------------------------------------------------------------------------------- | ---------------------------------------------------------------------------------------- | ---------------------------------------------------------------------------------------- | ---------------------------------------------------------------------------------------- | ---------------------------------------------------------------------------------------- | ---------------------------------------------------------------------------------------- | ---------------------------------------------------------------------------------------- | ---------------------------------------------------------------------------------------- | ---------------------------------------------------------------------------------------- | ---------------------------------------------------------------------------------------- | ---------------------------------------------------------------------------------------- |
| Temp. media (°C) | 4.10                                                                                     | 5.90                                                                                     | 8.20                                                                                     | 10.40                                                                                    | 13.90                                                                                    | 18.70                                                                                    | 22                                                                                       | 21.20                                                                                    | 17.60                                                                                    | 12.50                                                                                    | 7.20                                                                                     | 4                                                                                        | 12.1                                                                                     |
| Precipitación total (mm) | 48.80                                                                                    | 38.30                                                                                    | 30.20                                                                                    | 44.20                                                                                    | 48.40                                                                                    | 31.50                                                                                    | 18.60                                                                                    | 13.20                                                                                    | 32.10                                                                                    | 47.70                                                                                    | 53.60                                                                                    | 48.10                                                                                    | 454.7                                                                                    |
| Fuente: Ministerio de Agricultura, Alimentación y Medio Ambiente. Datos de precipitación (1961-2003) y de temperatura (1968-1984) |                                                                                          |                                                                                          |                                                                                          |                                                                                          |                                                                                          |                                                                                          |                                                                                          |                                                                                          |                                                                                          |                                                                                          |                                                                                          |                                                                                          |                                                                                          |

## Naturaleza
Flora

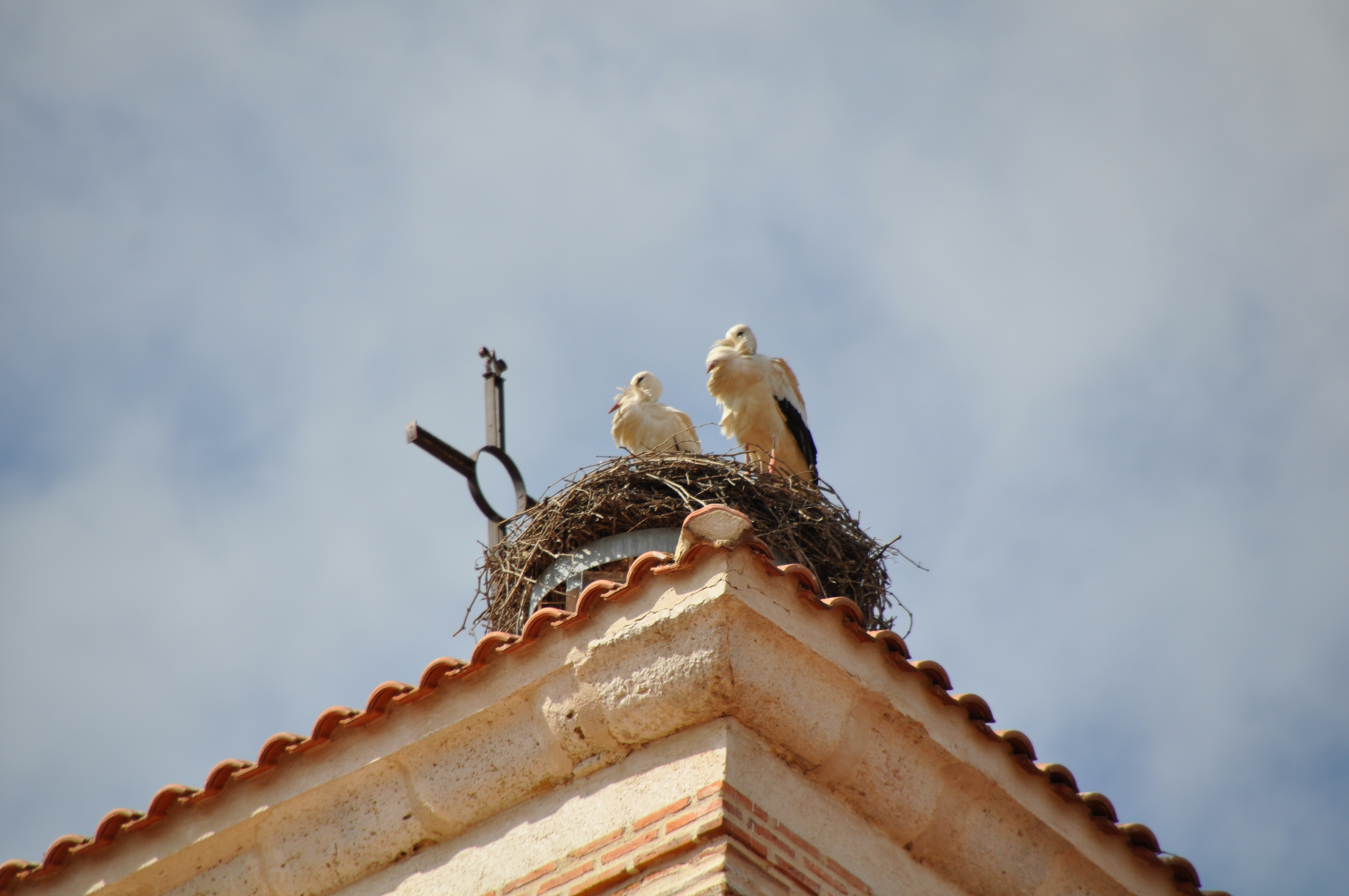
Cigüeñas en la torre de la iglesia

El término municipal de Ventosa de la Cuesta se encuentra dentro del área de distribución del piso bioclimático supramediterráneo, por lo que su vegetación clímax son las especies marcescentes y las coníferas. Como en el resto de las campiñas de esta zona del sur de Valladolid, presenta un terrazgo deforestado resultado de la actividad humana, en el que su cubierta boscosa original —compuesta principalmente por encinas y quejigos— ha sido sustituida por campos de cultivo. Tan solo hay representación de uno de los llamados «pinares isla», pequeñas zonas boscosas diseminadas entre los campos de cultivo, en el paraje denominado Sol de las Viñas.
Fauna
Entre las especies que habitan, en mayor o menor medida, en la zona hay mamíferos como la liebre, el zorro o pequeños roedores como ratones, musarañas o topillos. Asimismo también están presentes aves como la cigüeña común, el ratonero común, milanos, lechuzas o, especialmente, el aguilicho cenizo, que nidifica en los campos de cereal.

## Historia

### Prehistoria y Edad Antigua
No hay testimonios de la presencia humana en el municipio durante la Prehistoria y Edad Antigua pero sí en localidades cercanas como Valdestillas o Matapozuelos. En la primera aparecieron varias hachas neolíticas en la ribera del río Adaja, restos del Bronce Final, Segunda Edad de Hierro y romanos —como Terra sigillata hispanica tardía (TSHT)— en lugares como El Lomo y El Tejar, además de un puente situado en la localidad de posible origen romano. En cuanto a Matapozuelos, se descubrieron piezas de cerámica de la Segunda Edad de Hierro en el pago de Sieteiglesias.

### Edad Media

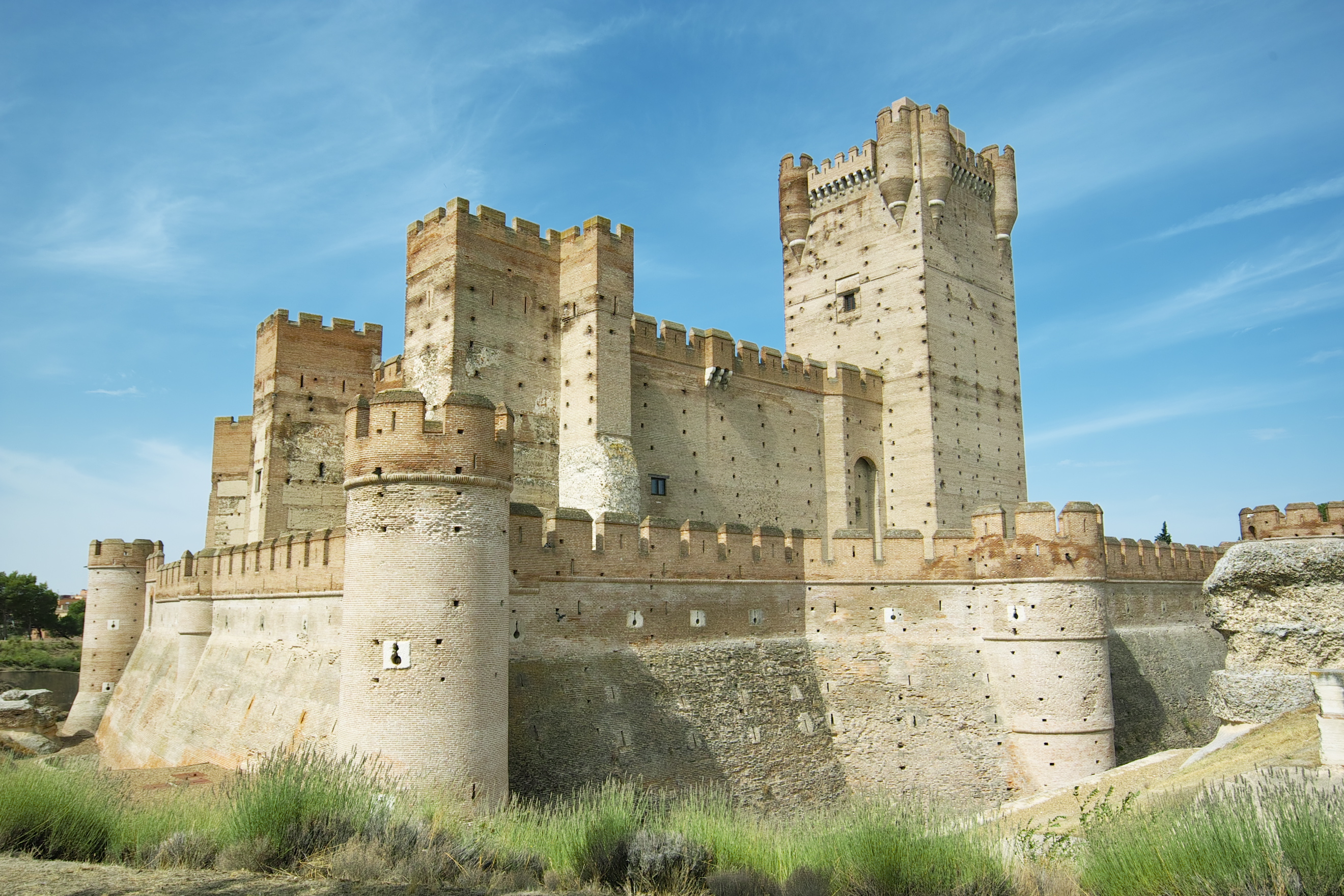
Medina del Campo fue centro de la comunidad de villa y tierra de su nombre, a la cual perteneció Ventosa de la Cuesta. En la imagen el castillo de La Mota

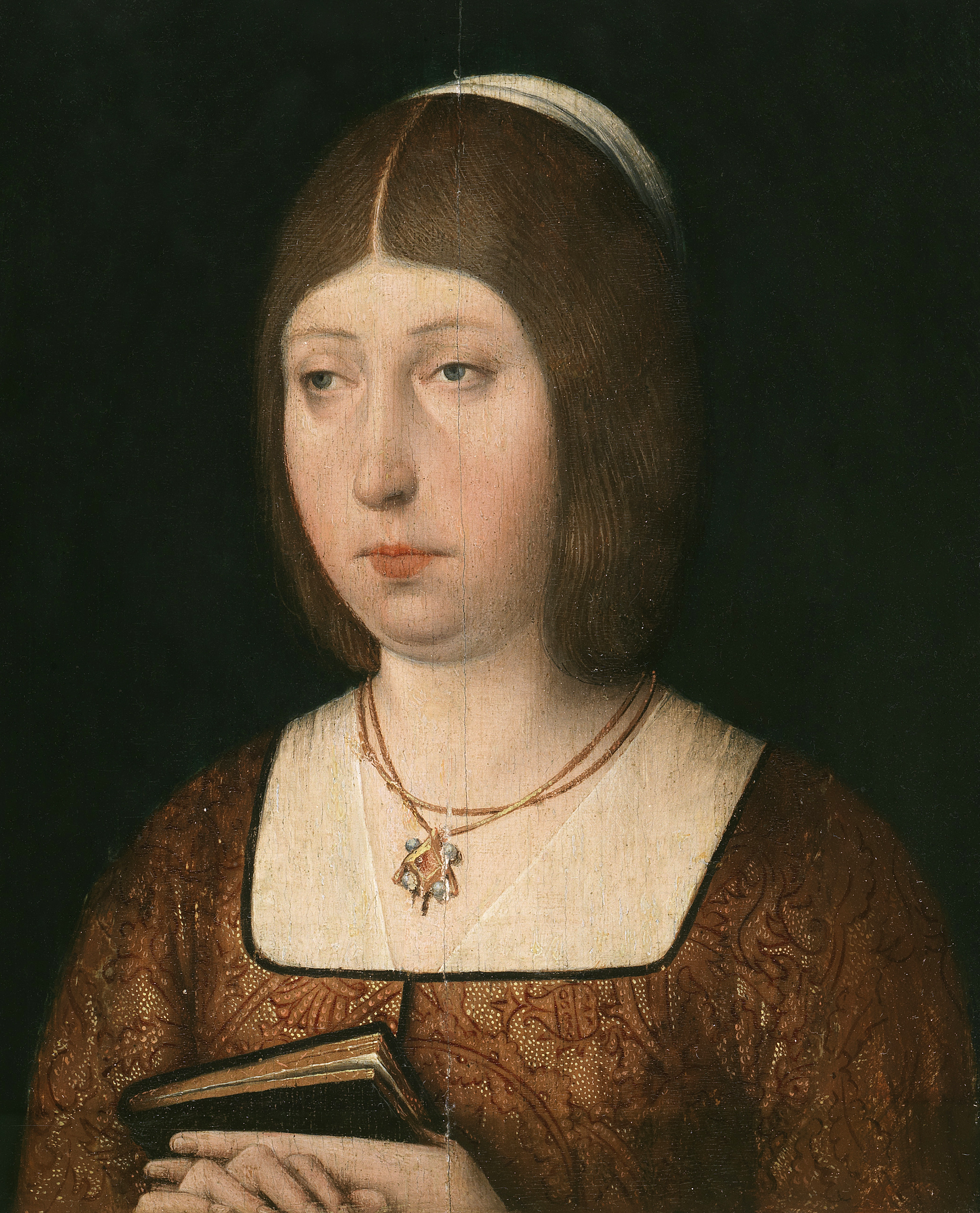
En varias ocasiones Medina del Campo y su tierra fueron cedidos a un personaje de la Corona, entre ellos Isabel la Católica

Tras el colapso del mundo romano, buena parte de la Península quedó en manos de los visigodos pero a principios del siglo VIII se produjo la conquista musulmana de la península ibérica; desde ese momento, especialmente desde 753, la zona entró en un periodo oscuro del que apenas hay datos hasta finales del siglo IX, con la intervención de Alfonso III de Asturias. Previamente tuvieron lugar una serie de acontecimientos, como la guerra civil entre bereberes y árabes, las campañas militares de los monarcas asturianos y años de sequía y hambruna, que provocaron la despoblación de la cuenca del Duero.
En el siglo IX, y gracias al avance cristiano hacia el sur, comenzó el proceso de repoblación de la Cuenca en el que participaron, entre otras, poblaciones de origen mozárabe. En la primera mitad del siglo X se produjo desde Tordesillas una primera repoblación de la zona, pero las campañas bélicas de Almanzor provocaron una nueva despoblación. Gracias a la campaña de Alfonso VI de León, durante la cual conquistó Toledo en 1085, tuvo lugar la repoblación definitiva de la zona con el surgimiento, hacia 1070-1080, de Medina del Campo, y a lo largo del siglo XII se produjeron las primeras menciones de localidades de su entorno. Medina del Campo fue el núcleo vertebrador de la zona tras la constitución de la comunidad de villa y tierra de Medina del Campo, a la que perteneció Ventosa; eclesiásticamente, mientras la mayor parte de la Tierra perteneció en un primer momento a la diócesis de Salamanca —en 1500 pasó a depender de Valladolid—, Ventosa de la Cuesta se adscribió al arcedianato de Olmedo, perteneciente a la diócesis de Ávila.
Ya en el siglo XIV, después de su participación en el conflicto entre Pedro I de Castilla y Enrique II de Castilla, el duque de Lancaster (Juan de Gante) acordó una paz con el monarca Juan I de Castilla en la que se incluía la donación de tres villas, entre ellas Medina del Campo, a su esposa Constanza. A principios del siguiente siglo, Medina era señorío de Fernando I de Aragón y tras su muerte en 1416 pasó a manos de uno de sus hijos, Juan. Contra este y el resto de infantes de Aragón se alzó Juan II de Castilla y en 1430, tras una tregua con el monarca Alfonso V de Aragón, Medina del Campo —y por tanto su Tierra— retornaba a manos de la Corona castellana. Poco después, en 1436, se acordó la boda del heredero —el futuro Enrique IV de Castilla— con Blanca II de Navarra por la que esta recibiría, en concepto de arras, Medina del Campo, pero tras la Batalla de Olmedo (1445) los infantes de Aragón quedaron definitivamente fuera del panorama político de Castilla. En 1467 el infante Alfonso de Castilla donó Medina del Campo a su hermana Isabel; al año siguiente falleció Alfonso y tras la firma de la Concordia de Guisando, y una vez que Isabel fue reconocida como heredera de Castilla, esta recibió oficialmente Medina del Campo y los lugares y aldeas de su término de la mano de Enrique IV.

### Edad Moderna

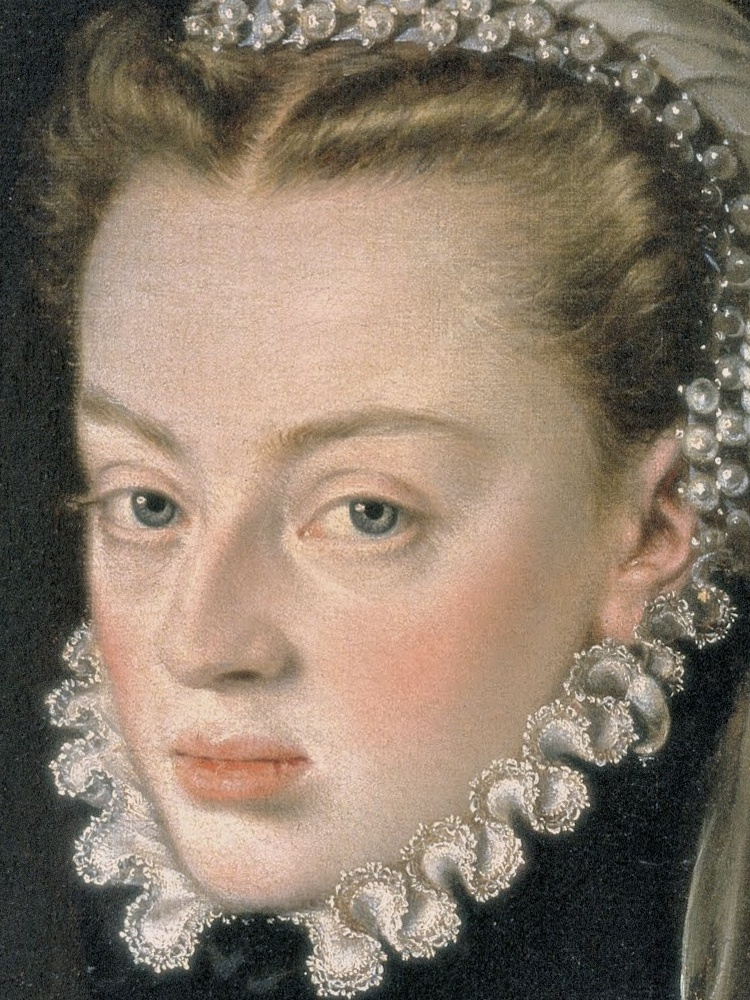
En presencia de la princesa Juana de Austria se firmaron en Valladolid, en 1559, las capitulaciones de venta de la villa

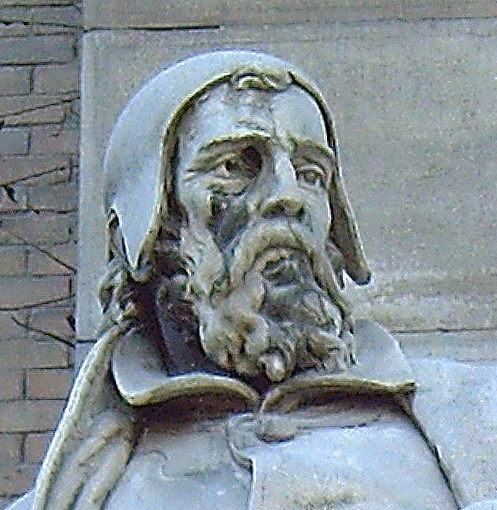
Alonso Berruguete, Señor de Ventosa, fue enterrado en el altar mayor de la iglesia

A finales de la Edad Media, los núcleos de la Tierra de Medina contaban entre sus recursos económicos con la agricultura de secano (trigo, cebada, centeno), la ganadería y la viticultura, y a principios del siglo XVI esta experimentó una gran expansión por toda la comarca. A mediados del citado siglo, y tras la revocación de la concesión pontificia de 1555 que vetaba la enajenación de lugares eclesiásticos, la demanda de recursos económicos que sufría la monarquía hizo que en 1557 Felipe II diese poder a su hermana para vender villas y lugares de realengo, los cuales se convertirían en señoríos:

«Don Fhelipe… que a causa de los grandes y excibos gastos que el emperador e rrey mi sseñor… en conservación de la Religion Xptana e defensa de sus estados e rresistencia a los enemigos de nuestra ssanta fee e de los que anssi mysmo avemos hecho en la passada nuestra a yngalaterra… e en la guerra que con el rrey de Francia y los otros potentados y aliados avemos thenido y en resistir al turco henemigo de nuestra ssanta fee… nuestro patrimonio Real e rrentas estan anssi exentos… avemos acordado de juntar gruesso exercito por tierra y armada por mar y esperamos con la ayuda de Dios nos socorra… no se pudiendo esto probeer de nuestras rrentas reales estando como dho es consumidas ni bastando los otros arbitrios que sse ah ussado… y estando nuestra persona y nuestra reputación e nuestros estados con tanta obligación e rriesgo podamos… bender e que sse vendan perpetuamente e por juro de heredad vasallos villas e lugares e fortalezas de nuestra corona e patrimonio rreal con la jurisdicción y señorío Rentas pechos y derecho tercias y alcabalas y otras cossas a nos pertenecientes… por ende por la pressente…, damos poder e comision libre e general… a la serenísima princessa de Portugal nuestra muy cara y muy amada hermana governadora en nuestro lugar theniente general de los dhos nuestros Reinos e señorios de castilla para que por nos y en nuestro nombre e como nos mismo pueda vender y enaxenar perpetuamente de juro de heredad…

En la villa de Brusselas a veinte e nueve dias de abrill de myll e quinientos e cincuenta e ocho».

Sobre la base de este documento, el escultor palentino Alonso Berruguete decidió adquirir el señorío de Ventosa y el 4 de abril de 1559 se firmaron en Valladolid las capitulaciones de compra de la villa en presencia de la princesa Juana de Austria. Por la misma pagó casi dos millones de maravedíes, además de las alcabalas —16 000 por vecino, 120 vecinos en aquel momento—. En la venta se respetaba la comunidad de pastos y el aprovechamiento comunal con los vecinos de Medina, pero ello generó distintos conflictos judiciales que acabaron en la Real Audiencia y Chancillería de Valladolid. Desde ese momento, Berruguete fue señor de Ventosa. Sin embargo, dos años después, falleció mientras estaba trabajando en Toledo y fue enterrado en la villa, en el altar mayor de la iglesia de Santa María de la Asunción. Este hecho se descubrió a finales del siglo XIX y posteriormente fue corroborado gracias a nuevos datos y documentos, aunque actualmente no pueden verse restos de su tumba debido a las reformas que sufrió el enlosado de la iglesia en 1768.

### Edad Contemporánea
Sebastián Miñano, en su Diccionario geográfico y estadístico de España y Portugal (1826-1829), señalaba que era una villa señorial perteneciente al partido de Medina del Campo y al obispado de Ávila. Su población era de 320 habitantes, producía vino, trigo, cebada, centeno y avena, y existía una fábrica de aguardiente. La villa permaneció en manos de los herederos de Berruguete hasta la desaparición de los señoríos en 1837, y tras la caída del Antiguo Régimen quedó constituido en ayuntamiento constitucional. Años más tarde, Pascual Madoz, en su Diccionario geográfico-estadístico-histórico de España y sus posesiones de Ultramar (1845-1850), lo sitúa en la provincia, audiencia territorial y capitanía general de Valladolid, dentro del partido de Olmedo y las diócesis de Valladolid y Ávila, con 217 habitantes y una economía basada igualmente en la agricultura de cereales, legumbres, vino y pastos, y en la ganadería lanar (ovina), vacuna y mular.
Desde mediados del siglo XIX, la localidad experimentó un crecimiento demográfico y alcanzó los 554 habitantes en 1900. El 5 de agosto de 1936, con motivo de la Guerra Civil, fueron represaliados 5 personas del pueblo, la mayoría concejales, entre ellos el alcalde. En 1955, el municipio pasó a depender eclesiásticamente de la Archidiócesis de Valladolid. En la segunda mitad del siglo, y al igual que ocurrió en el resto de España, la localidad sufrió las consecuencias del éxodo rural hacia núcleos más dinámicos en busca de nuevas oportunidades de trabajo y perdió más de 200 habitantes entre 1950 y 1981.

## Demografía

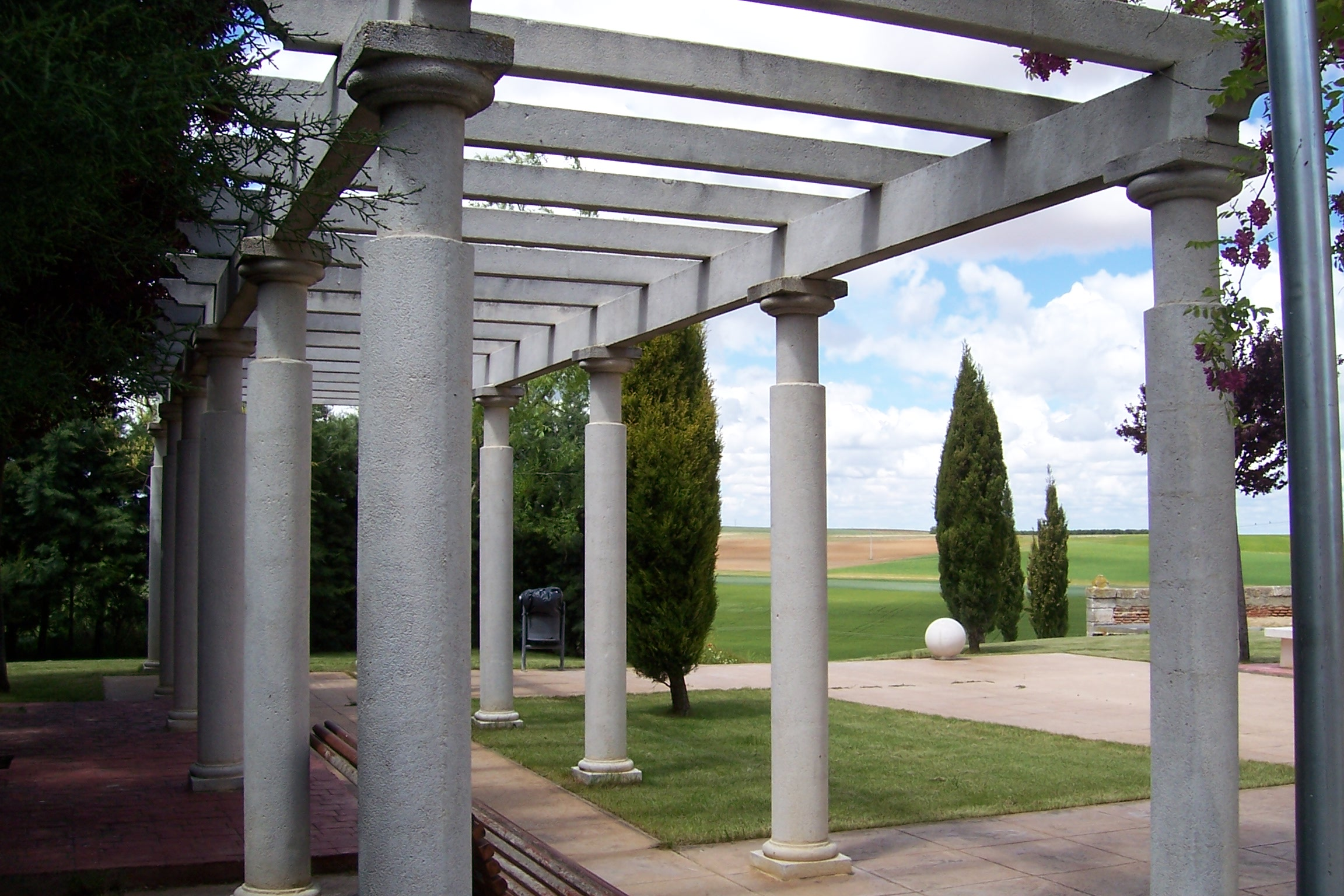
Plaza de la iglesia

Cuenta con una población de 101 habitantes (INE 2024). La población está registrando un progresivo descenso desde el último tercio del siglo XX como consecuencia del envejecimiento de la población, la escasez de nacimientos y la emigración hacia núcleos más dinámicos.
Pirámide de población
Los datos de la pirámide de población de 2019 se pueden resumir así:
- La población menor de 20 años es el 7,77 % del total.
- La comprendida entre 20-40 años es el 12,62 %.
- La comprendida entre 40-60 años es el 33,01 %.
- La mayor de 60 años es el 46,6 %.

Evolución de la población
| Gráfica de evolución demográfica de Ventosa de la Cuesta entre 1842 y 2021                                            |
| |
| Población de derecho según los censos de población del INE. Población de hecho según los censos de población del INE. |

Movimiento migratorio
En cuanto al colectivo inmigrante, según el padrón municipal de 2019 del INE, en Ventosa de la Cuesta residían tres personas procedentes de otros países. Una de ellas procedente de Rumania, otra de Reino Unido y otra de Marruecos.

## Transporte y comunicaciones
Parque de vehículos a motor

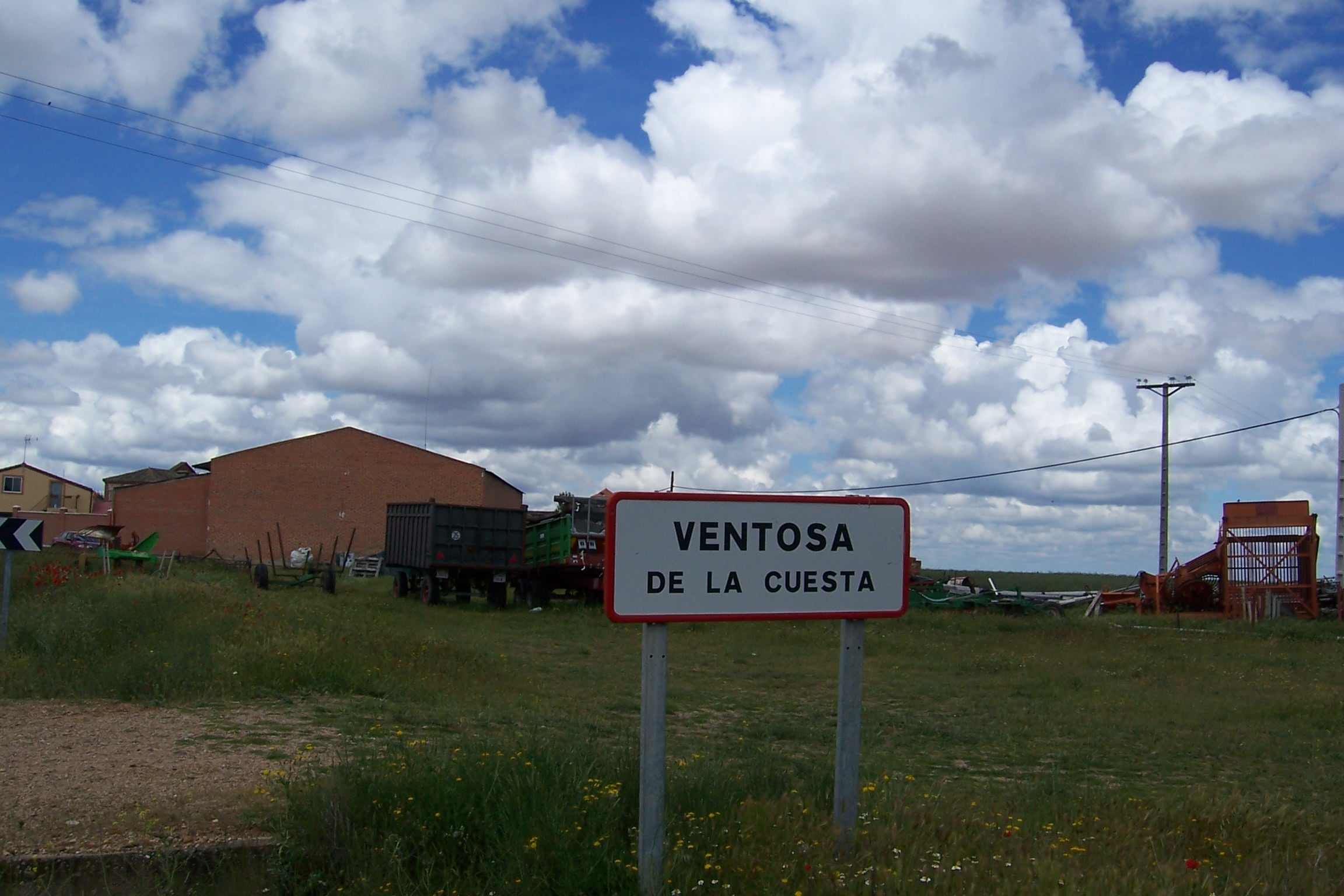
Entrada a la localidad

En 2011, el municipio contaba con un total de 127 vehículos a motor, que representa un índice de 683,8 automóviles por cada 1000 habitantes. Los puntos de Inspección Técnica de Vehículos más cercanos se encuentran en Tordesillas y en los polígonos industriales de Argales y San Cristóbal, en Valladolid.
| Tipo de vehículo       | Cantidad |
| Automóviles            | 93       |
| Camiones               | 21       |
| Motocicletas           | 1        |
| Autobuses              | 0        |
| Tractores industriales | 3        |
| Otros vehículos        | 9        |
| Total                  | 127      |

Red viaria

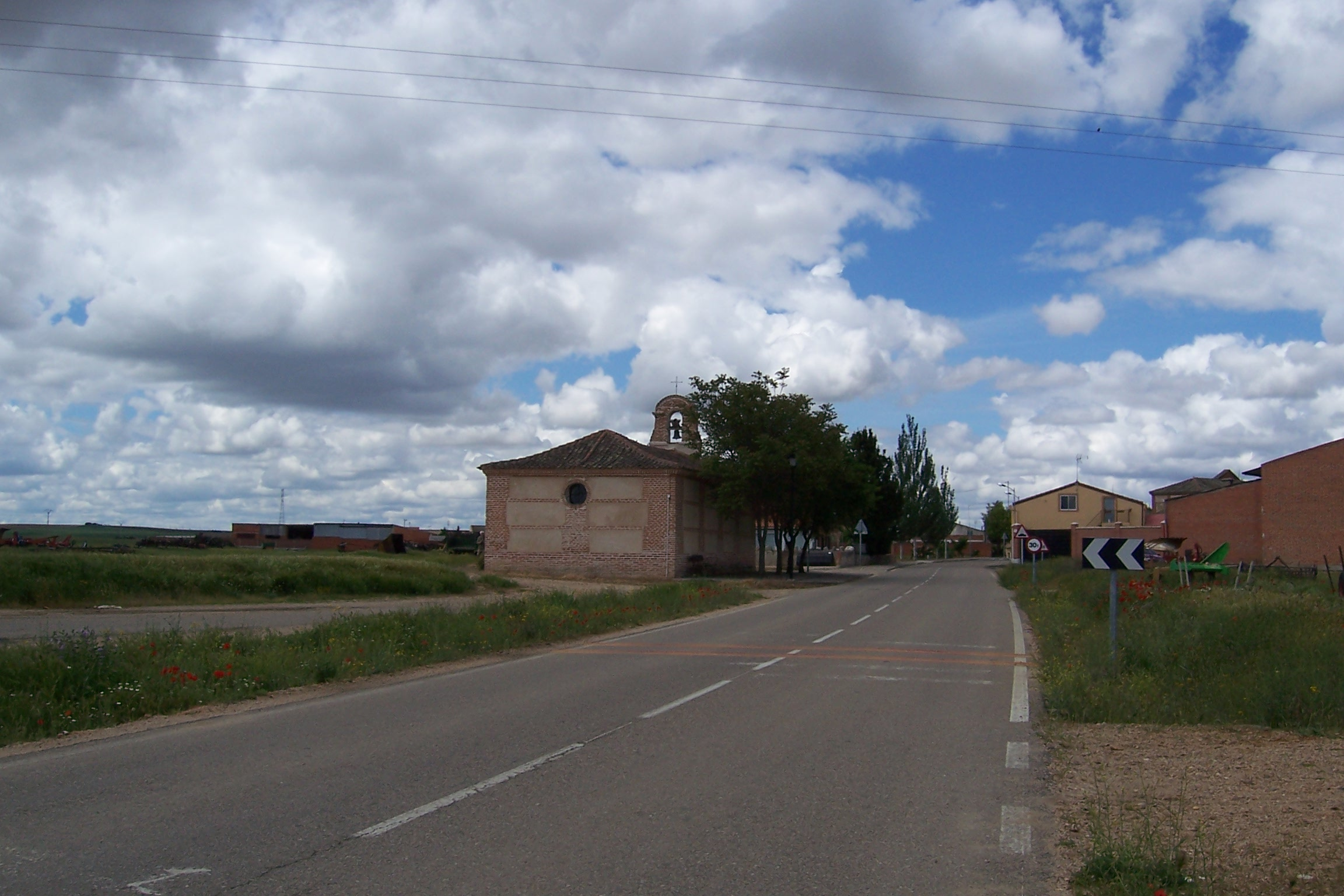
Vial de acceso

Ventosa de la Cuesta no está integrada en la red principal de carreteras pero está conectada con otras localidades de su en torno a través de dos viales de la red secundaria regional, a los que se accede por las carreteras provinciales VP-9008 y VP-9009:
| Identificador | Denominación         | Itinerario                                 |
| ------------- | -------------------- | ------------------------------------------ |
| VA-404        | Carretera provincial | Discurre entre Mojados y Medina del Campo. |
| VA-405        | Carretera provincial | Discurre entre Tordesillas y Olmedo.       |

Otros medios
Para el transporte por ferrocarril la estación más cercana es la de Matapozuelos, a 4 km, que ofrece servicios de Media Distancia a Valladolid, Palencia, Medina del Campo, Ávila y Salamanca. Para el transporte por autobús cuenta con servicios locales a Matapozuelos, Serrada, Villalba de Adaja y Medina del Campo. Por su parte, para el transporte aéreo, la opción más cercana es el aeropuerto de Valladolid, situado a 50 km.

## Economía

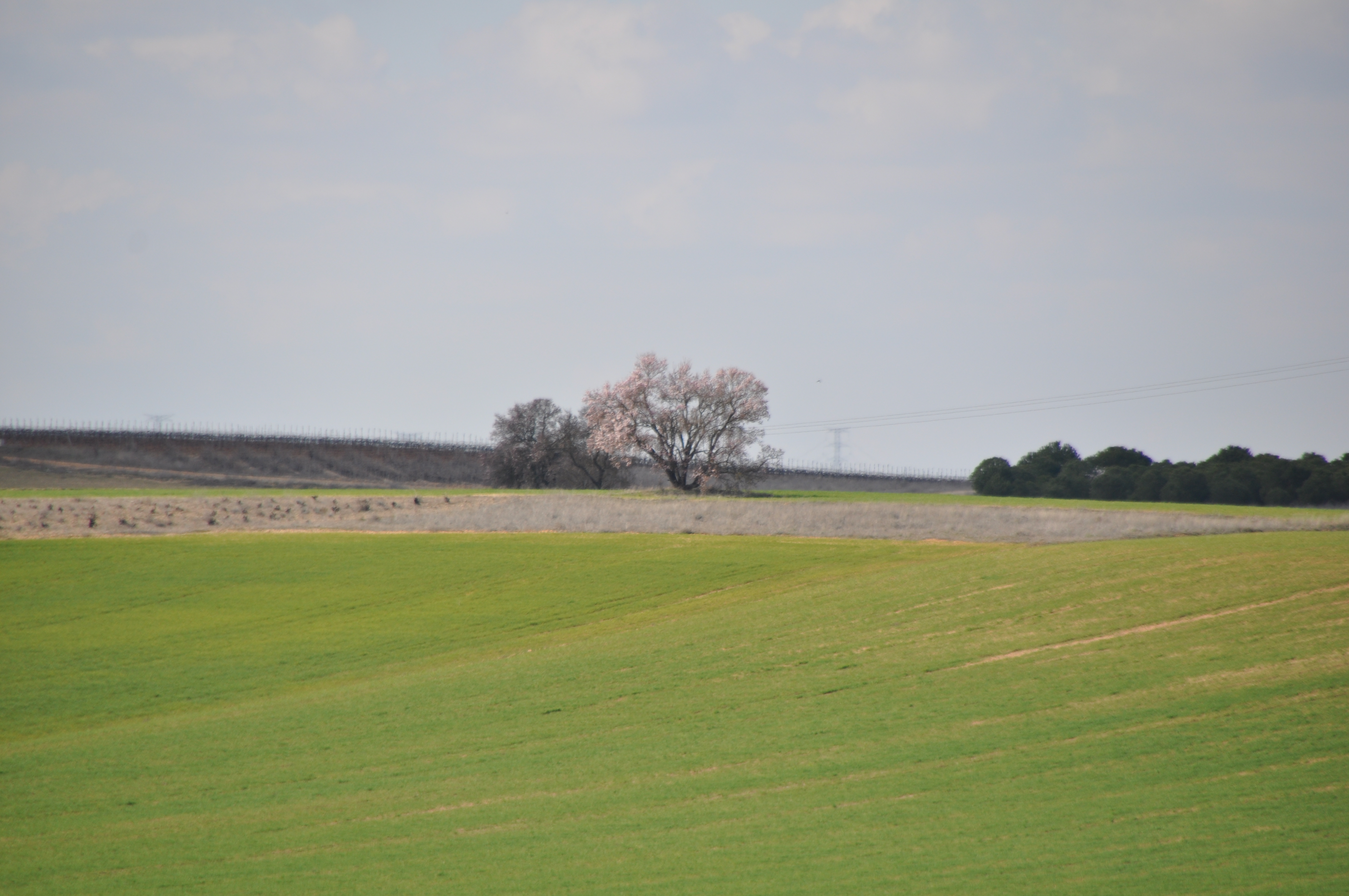
Campos de cultivo

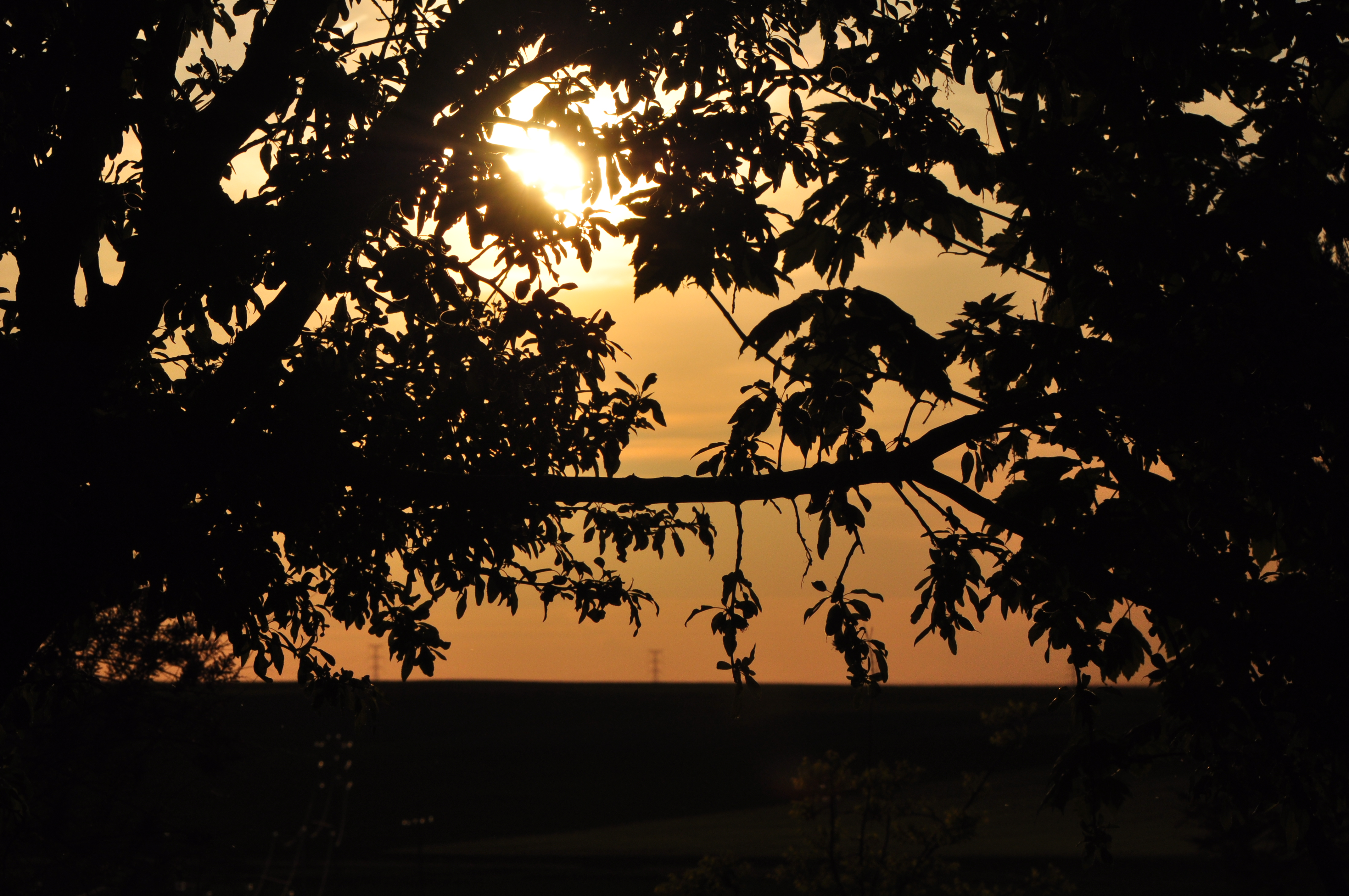
Atardecer sobre los campos

El sector primario siempre ha tenido una presencia importante en la economía del municipio y así, en 2007, el 61,5 % de los trabajadores se inscribían en el mismo, con dedicación a los cereales, legumbres y vino, así como ganado ovino y bovino. Respecto a la distribución del suelo, los terrenos municipales se repartían de la siguiente forma: herbáceos (74,58 %), leñosos —viñedos— (20,19 %), forestales (0,82 %), pastos (0,12 %) y otros espacios (4,28 %). El sector secundario no estaba presente en el municipio mientras que el sector de la construcción empleaba al 19,2 % de trabajadores y representaba el 33,3 % las de empresas.
Por último, al sector servicios estaban adscritos el 19,2 % del total de trabajadores y el 33,3 % de empresas. El turismo tiene una presencia testimonial en el municipio gracias a su inserción en la ruta enológica de la denominación de origen Rueda. En total, en septiembre de 2013 estaban registrados en el municipio un total de 8 establecimientos que ocupaban a 51 trabajadores. En cuanto al desempleo, en marzo de 2020 afectaba a una persona.

## Administración y política
Administración municipal

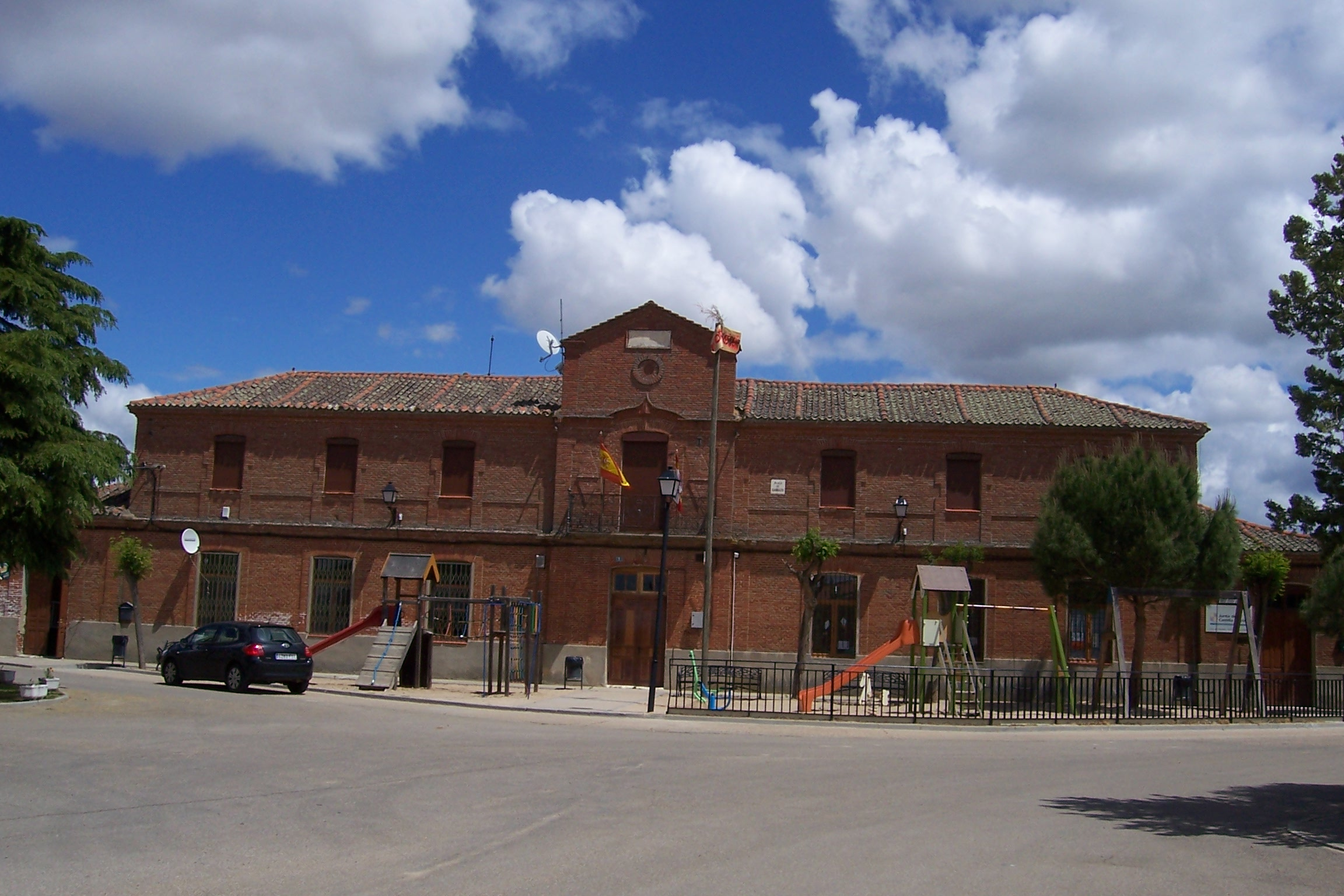
Casa consistorial

La administración local del municipio se realiza a través de un ayuntamiento de gestión democrática, cuyos componentes se eligen cada cuatro años por sufragio universal. El censo electoral está compuesto por todos los residentes empadronados en Ventosa de la Cuesta, mayores de 18 años y con nacionalidad de cualquiera de los países miembros de la Unión Europea. Según lo dispuesto en la Ley del Régimen Electoral General, que establece el número de concejales elegibles en función de la población del municipio, la Corporación Municipal está formada por 5 ediles, los cuales se han distribuido de la siguiente forma en los últimos años:
| Partido político | 1979    | 1979       | 1983    | 1983       | 1987    | 1987       | 1991    | 1991       | 1995    | 1995       | 1999    | 1999       |
| Partido político | % votos | concejales | % votos | concejales | % votos | concejales | % votos | concejales | % votos | concejales | % votos | concejales |
| PP               | -       | -          | 42,06   | 1          | 57,35   | 4          | 66,67   | 5          | 72,45   | 5          | 61,67   | 4          |
| PSOE             | -       | -          | 53,17   | 4          | 32,35   | 1          | -       | -          | 17,35   | 0          | -       | -          |
| UCD              | 100     | 7          | -       | -          | -       | -          | -       | -          | -       | -          | -       | -          |
| CDS              | -       | -          | -       | -          | -       | -          | 19,12   | 0          | -       | -          | -       | -          |
| Independiente    | -       | -          | -       | -          | -       | -          | -       | -          | -       | -          | 33,33   | 1          |

| Partido político | 2003    | 2003       | 2007    | 2007       | 2011    | 2011       | 2015    | 2015       | 2019    | 2019       |
| Partido político | % votos | concejales | % votos | concejales | % votos | concejales | % votos | concejales | % votos | concejales |
| PP               | 73,79   | 4          | 59,81   | 5          | 56,32   | 4          | 57,89   | 4          | 57,83   | 3          |
| PSOE             | 19,42   | 1          | 22,43   | 0          | 34,48   | 1          | 37,89   | 1          | 34,94   | 2          |
| TC               | -       | -          | 14,95   | 0          | -       | -          | -       | -          | -       | -          |

| Periodo   | Nombre del alcalde                | Partido político |
| --------- | --------------------------------- | ---------------- |
| 1979-1983 | Javier Sánchez-Cueto Fernández    | UCD              |
| 1983-1985 | Octavio Cantalapiedra Torreadrado | PSOE             |
| 1985-1987 | Ismael Cantalapiedra Velasco      | PSOE             |
| 1987-1991 | Juan Carlos Fernández Fernández   | PP               |
| 1991-1995 | Félix Vargas Frías                | PP               |
| 1995-2011 | Juan Carlos Fernández Fernández   | PP               |
| 2011-2012 | María del Carmen Recio Fernández  | PP               |
| 2012-2015 | Juan Carlos Fernández Fernández   | PP               |
| 2015-2019 | Juan Miguel Álvarez Domínguez     | PP               |
| 2019 -    | María Luisa Escalante González    | PP               |

Administración judicial
Ventosa de la Cuesta pertenece al partido judicial número 2 de la provincia de Valladolid, con sede en Medina del Campo. La demarcación de este comprende dicha ciudad y otros municipios de su entorno, y cuenta con dos juzgados de primera instancia e instrucción.

## Equipamientos y servicios
Educación
El municipio no cuenta con centros educativos por lo que, a nivel de educación infantil y primaria, sus alumnos acuden al CRA «Río Eresma» de Matapozuelos. En cuanto a educación secundaria, sus estudiantes han de acudir al IES «Alfonso VI» de Olmedo. Ambos centros están gestionados por la Consejería de Educación de la Junta de Castilla y León a través de la Dirección Provincial de Educación de Valladolid.
Sanidad y servicios sociales
El sistema sanitario del municipio se presta a través del sistema público de salud, gestionado por Sacyl (Sanidad Castilla y León), mediante un consultorio médico que ofrece varios servicios a la semana, dependiente del centro de salud de Serrada. Este cuenta con un servicio de guardia y en él se centraliza la zona básica de salud «Serrada», que atiende a un total de seis municipios. La farmacia más cercana se encuentra en la localidad de Matapozuelos, y en relación con centros hospitalarios, sus habitantes han de acudir al existente en Medina del Campo. En cuanto a servicios sociales, Ventosa de la Cuesta pertenece al Centro de Acción Social (CEAS) de Serrada, con sede en el Ayuntamiento.

## Cultura

### Patrimonio histórico-artístico

#### Iglesia de Santa María de la Asunción

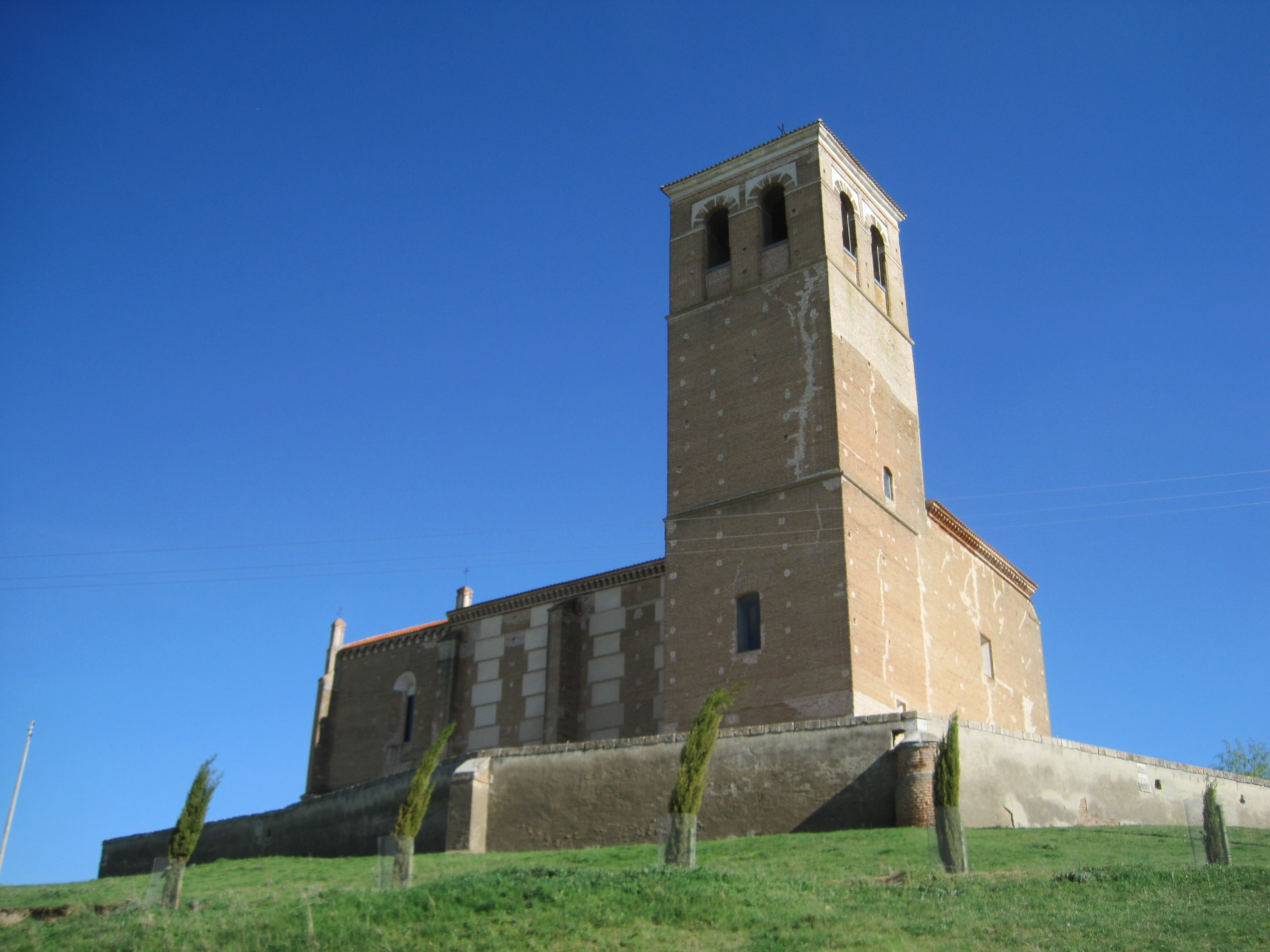
Vista de la iglesia

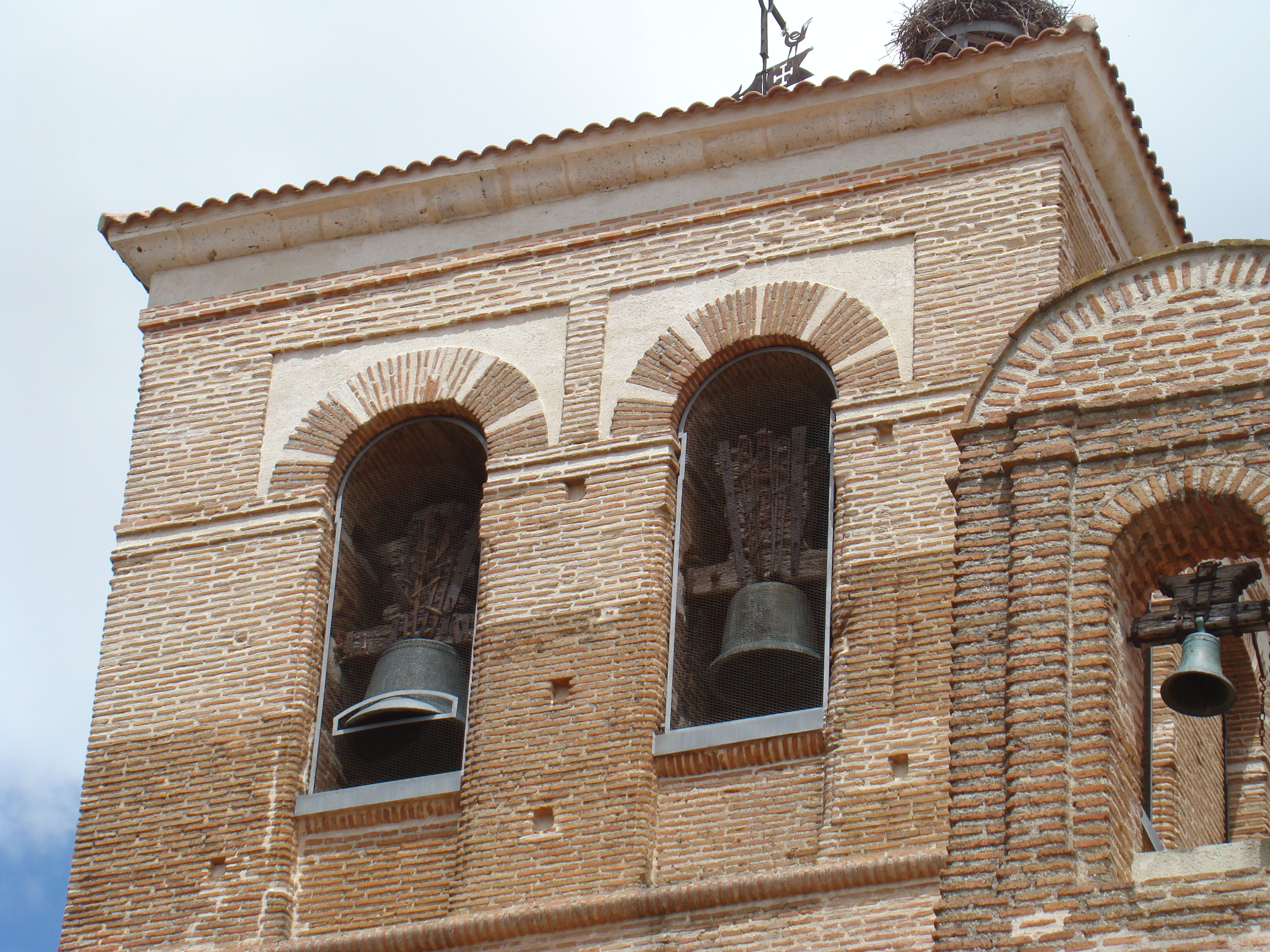
Detalle de la torre

Se trata de un templo católico construido en ladrillo, posiblemente a finales del siglo XV o principios del XVI. Presenta planta de salón, con altar mayor de forma octogonal y coro elevado a los pies, mientras que la cubierta es de bóveda de crucería con lunetos y yeserías en la nave, cuarto de esfera con lunetos en el altar mayor y bóveda de cañón en la sacristía. Al exterior presenta contrafuertes en los muros y en el ábside, en cuyo caso son angulares y rematados en pináculos achaparrados. Asimismo, la decoración exterior del ábside —de traza mudéjar— se completa con arquerías en la corona. A los pies del edificio se ubica la torre, de planta cuadrada, tres cuerpos y también en ladrillo.
En su interior se conservan una cruz procesional del siglo XIII en bronce así como varias pinturas renacentistas atribuidas al Maestro de Becerril, pertenecientes al retablo de San Miguel Arcángel. A los pies del altar mayor está enterrado, tal y como fue su voluntad testamentaria, el escultor Alonso Berruguete, fallecido en 1561. En los libros de fábrica se certifica dicho enterramiento, aunque no hay inscripciones en las losas sepulcrales, lo que podría explicarse por la reforma del suelo de la iglesia que tuvo lugar en 1768:

yten mas se le aze cargo al dicho mayordomo myll mrs de la sepultura de Berruguete.

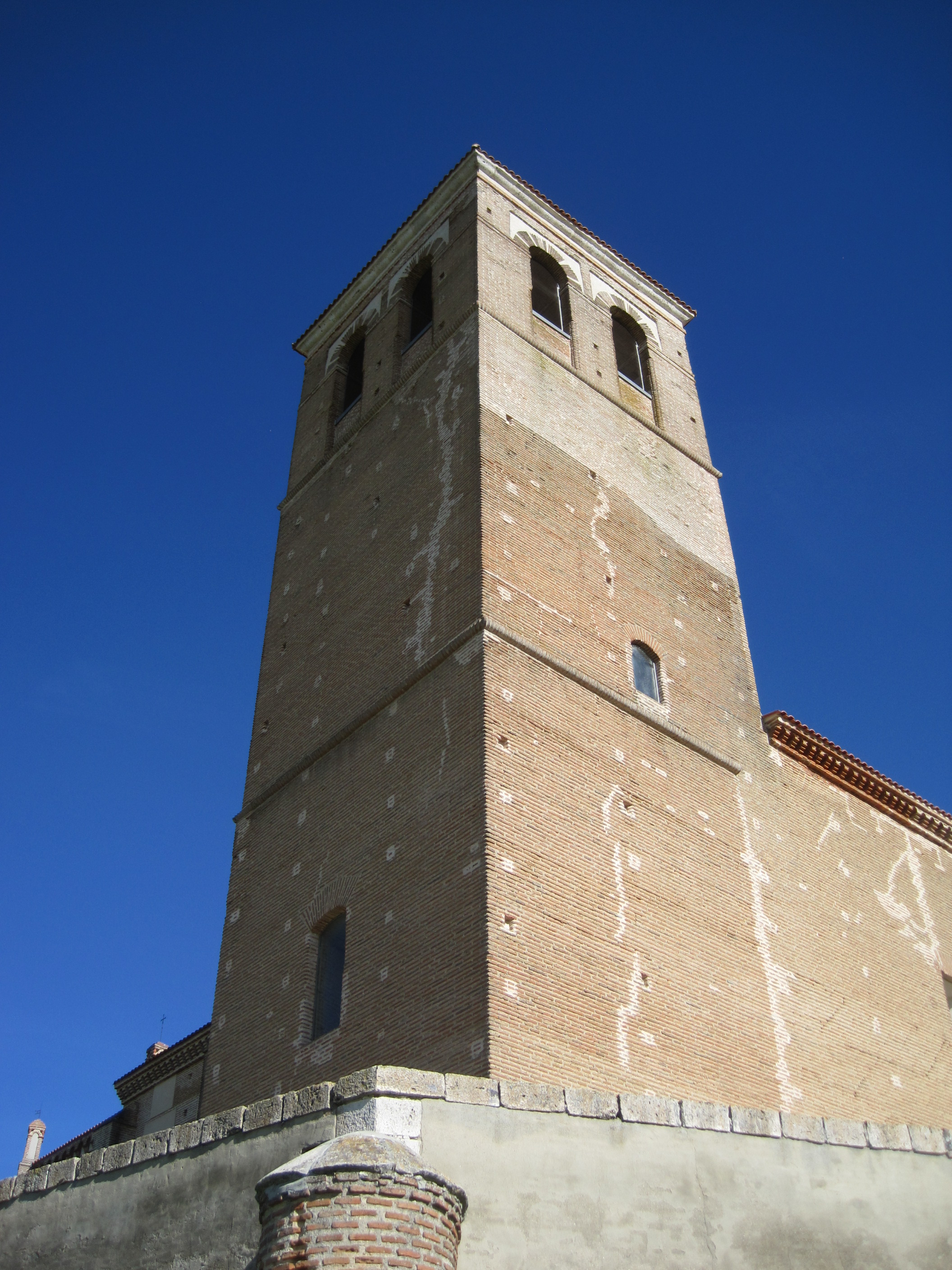
Vista de la torre
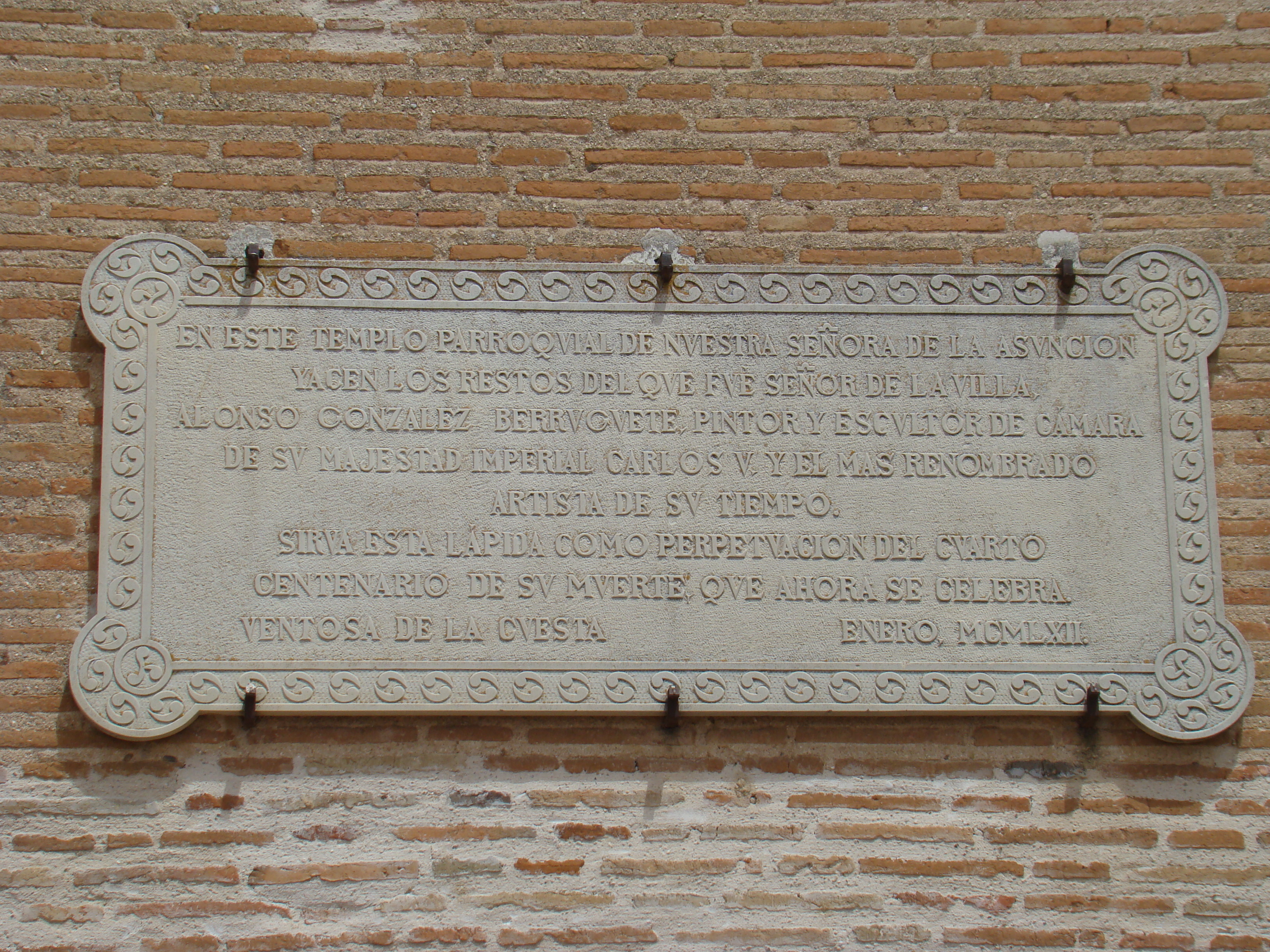
Placa con motivo del IV Centenario de la muerte de Berruguete
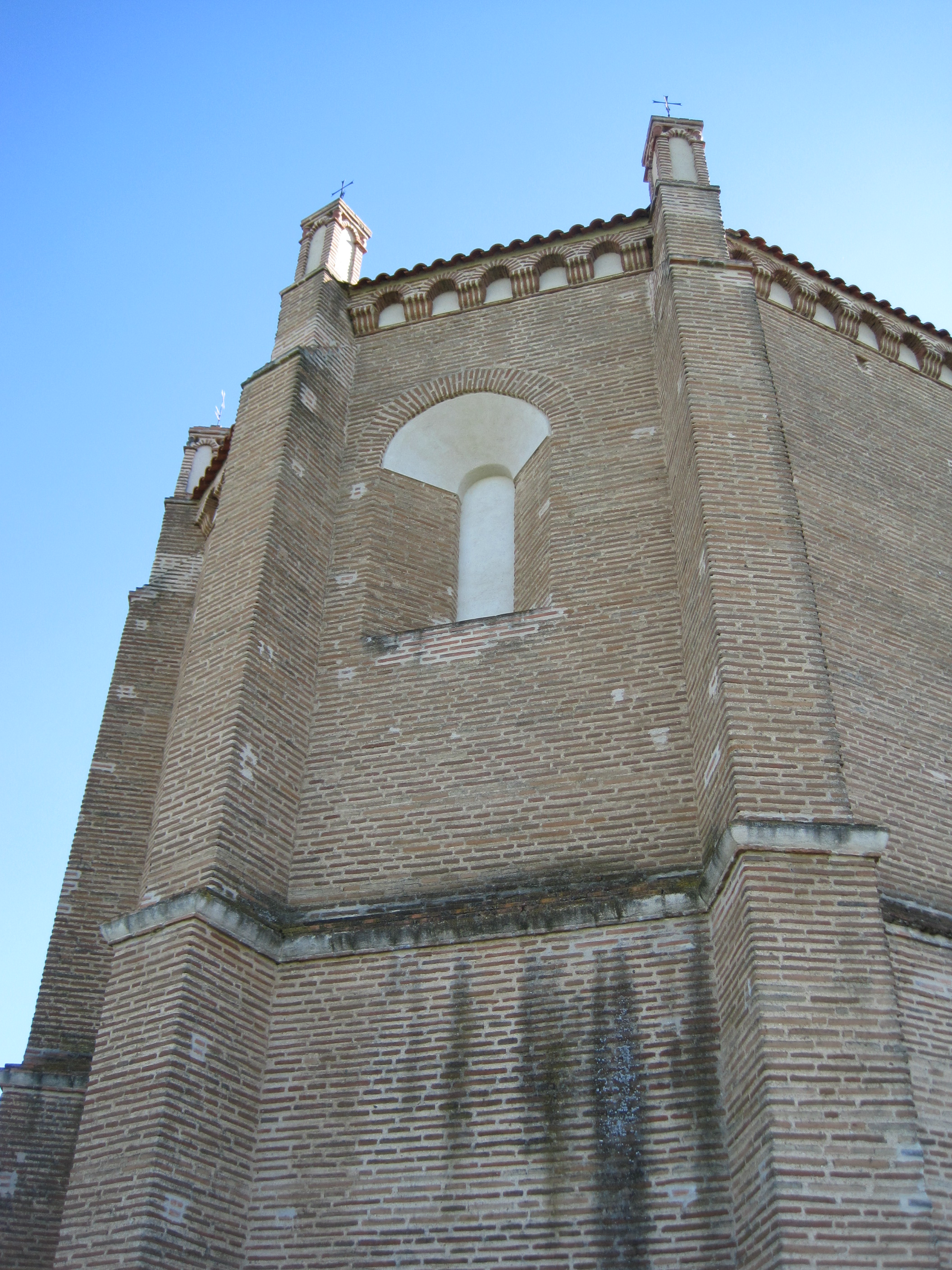
Vista exterior de la cabecera

Retablo de San Miguel Arcángel

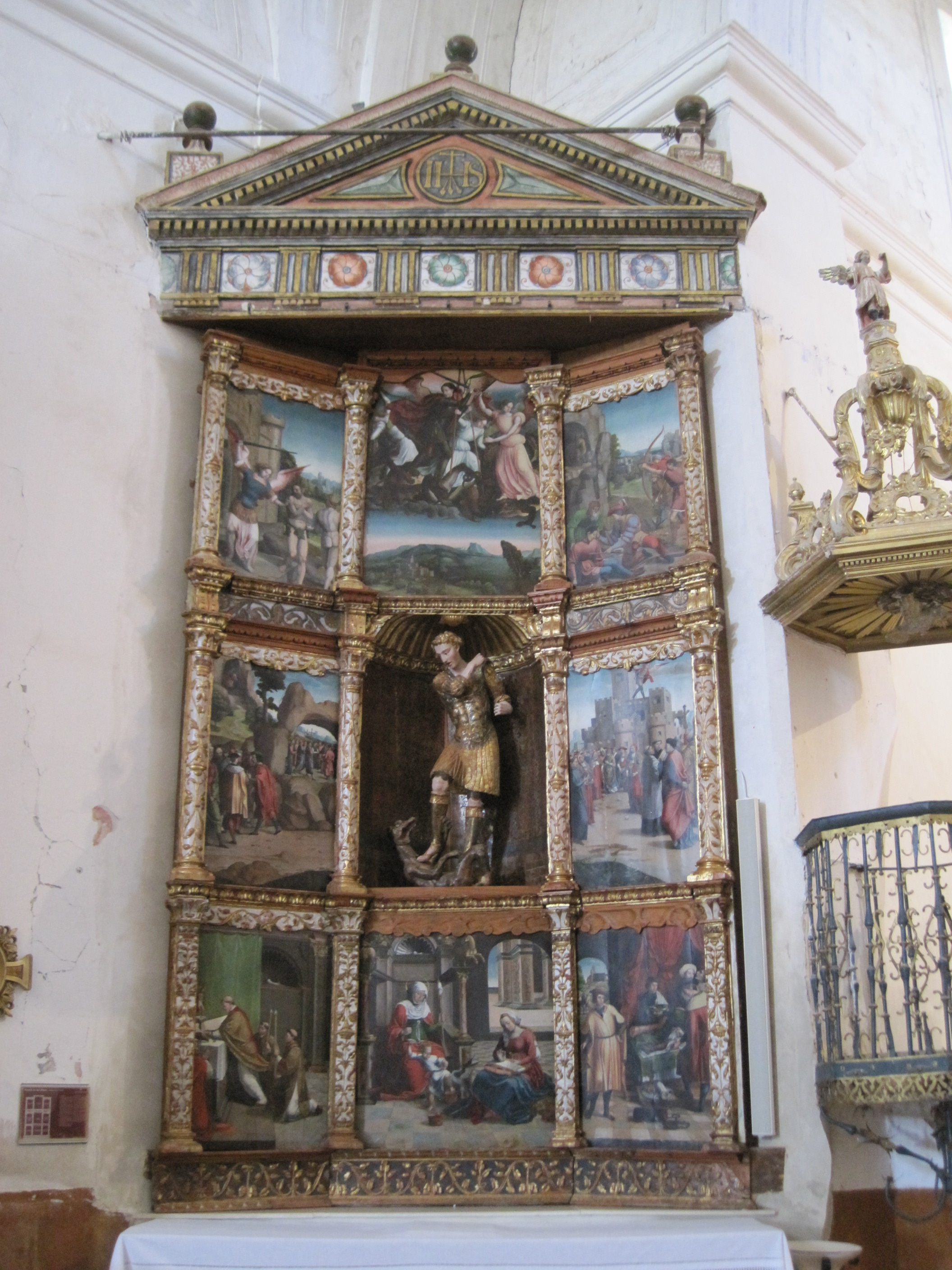
Vista del retablo de San Miguel Arcángel

Está hecho en madera policromada con óleos sobre tabla, datado c.1530; la pintura castellana alcanzó en los primeros años del siglo XVI una alta calidad de ejecución representada y demostrada en este caso por el maestro Becerril —a quien se atribuye la obra—. La fecha de su elaboración es anterior a la concesión que obtuvo Berruguete sobre el señorío de Ventosa.
Es de estructura vertical bastante alargada, compuesto por tres calles, la del medio más ancha que las laterales, y tres cuerpos. Todo ello da lugar a nueve compartimentos limitados por pilastras y medias columnas. Toda la estructura tiene un fondo de pintura blanca sobre el que se aplicó el dorado formando dibujos vegetales a candelieri. Esta técnica de dorar sobre fondo blanco fue muy utilizada en los retablos de la época. Al ser una obra dentro del Renacimiento temprano no fueron utilizadas las formas elaboradas con grutescos y mascarones. El conjunto estaría probablemente rematado con arcos de medio punto sobre el final de cada calle, según era lo habitual en los años de su realización, pero debió perderse y en el siglo XVII se añadió un ático con friso y frontón triangular rematado por bolas.
Las tablas siguen una narración de los milagros del arcángel y otras escenas de la vida de la Virgen. En el centro del primer cuerpo se colocó una escultura en bulto redondo de San Miguel bajo una gran venera dorada; está blandiendo su espada amenazadora contra el demonio que tiene a los pies.

#### Ermita del Humilladero del Cristo

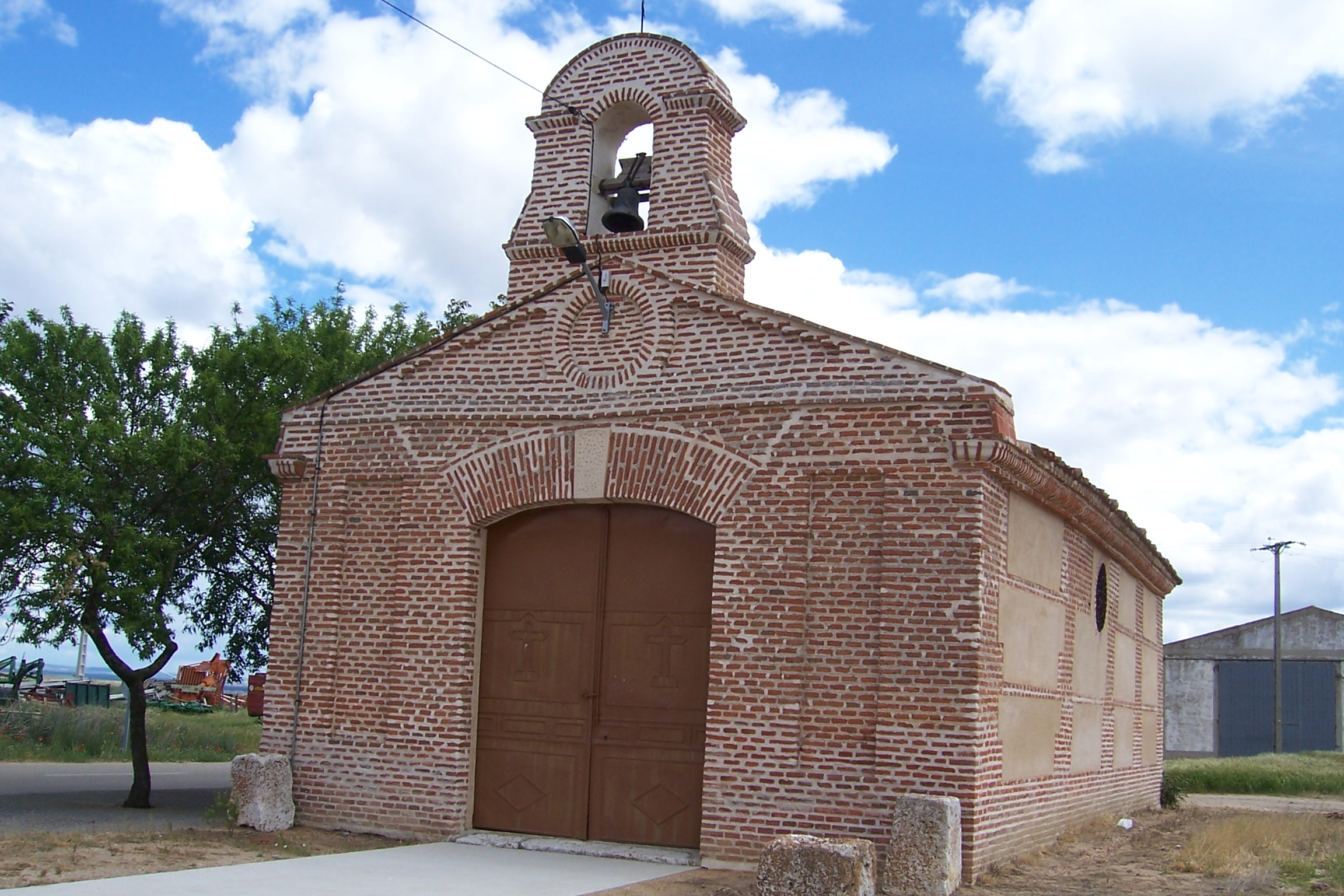
Vista frontal de la ermita del Humilladero del Cristo

El humilladero del Cristo —conocido popularmente como ermita del Cristo o ermita del humilladero del Cristo— es una construcción religiosa de planta rectangular con una sola nave. Está construida con tapial y ladrillo y presenta cubierta a tres aguas. En su origen se cubría a cuatro aguas pero se eliminó el tejado de la fachada para elevar el frontón.
La fachada principal —a los pies del edificio— es toda de ladrillo. En el centro se abre la puerta de acceso de doble hoja, rematada con arco escarzano de ancha rosca y limitada en sus costados por cajas rehundidas. Se remata con un frontón en cuyo centro se dibuja un óculo meramente decorativo. Inmediatamente después del frontón se eleva la espadaña de un solo hueco, donde está colocada la campana. En el muro de la epístola se abre un óculo que da luz al interior. Debido a estas características, se supone que es obra del siglo XVIII.

#### Monumento de Semana Santa

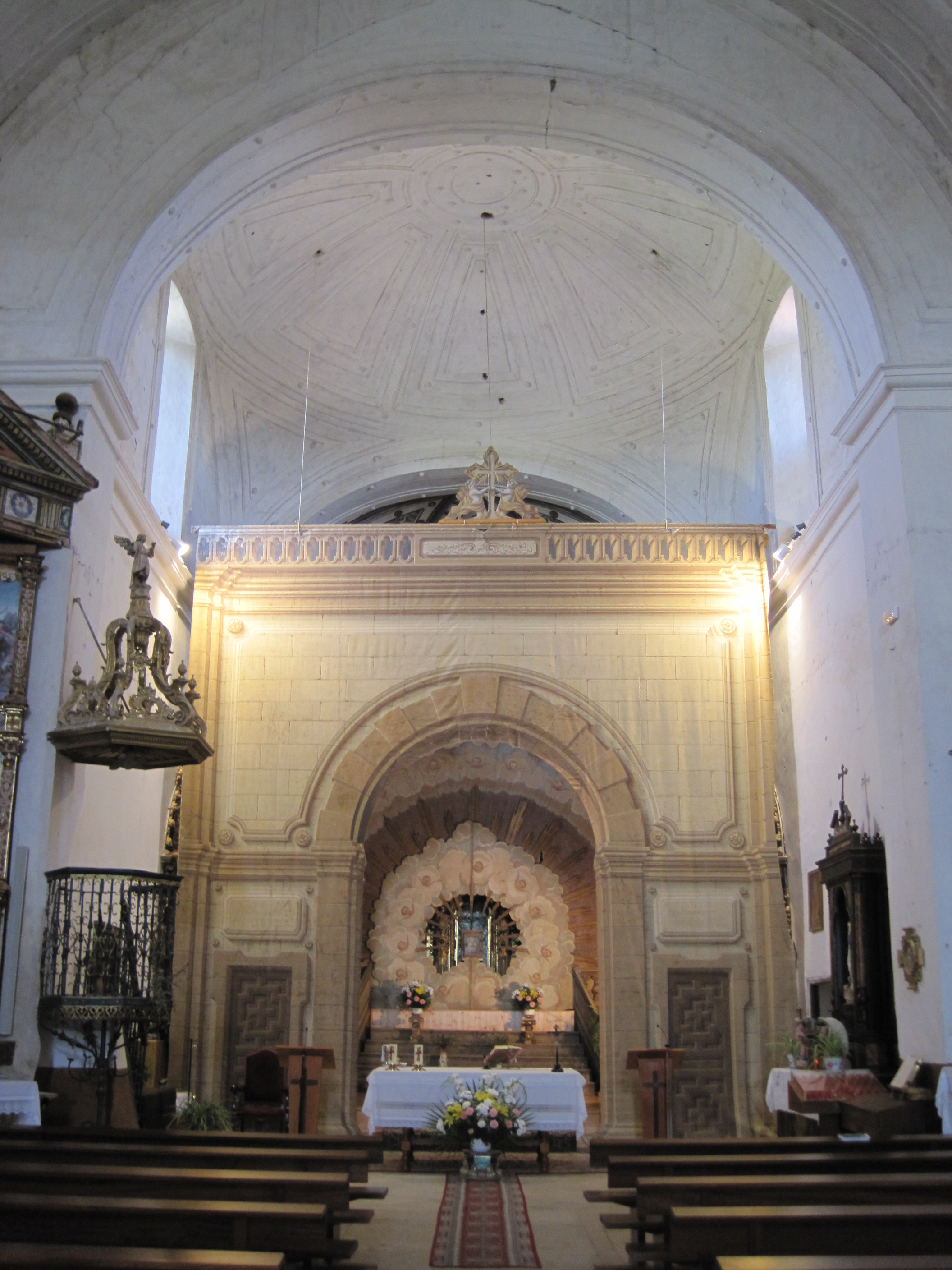
Monumento instalado durante Semana Santa

Se trata de un elemento decorativo de tramoya o trampantojo que acoge en su interior la sagrada forma y que durante Semana Santa transforma el aspecto interior de la iglesia, a través de un engaño óptico, en un edificio romano y el altar en una custodia de gran tamaño. Estos monumentos se instalan tradicionalmente desde el Jueves Santo hasta el Domingo de Resurrección para que los fieles lo visiten y ganen de esa forma indulgencias mediante siete visitas al mismo, si solo existe uno, o a siete de ellos si la localidad tiene varias iglesias en la que se expone el Santísimo. Por sus características, el ejemplar de Ventosa de la Cuesta solo es comparable a otros dos en el resto del país, los de Bermeo y Fuentes de Ebro.

### Festividades y eventos
La mayoría de las festividades que se celebran en Ventosa de la Cuesta son de carácter religioso, alguna de las cuales de arraigo en el resto del país como la Navidad, la Semana Santa y las fiestas de los santos y vírgenes patrones de cada localidad. Así, el 5 de febrero, la cofradía de Santa Águeda celebra la festividad de su titular. El 15 de mayo, además de ser tradicional su celebración en el medio rural, tienen lugar las fiestas patronales en honor a San Isidro en las que, además de misa, procesión y posterior bendición del campo, se programan diversas actividades como, entre otras, actuaciones musicales, juegos populares o actividades para los niños.
Ya en verano, el 24 de julio, se celebra la festividad de San José Fernández de Ventosa con procesión, bailes en honor del santo y vino español. En el mes de agosto tiene lugar una semana cultural en la cual se llevan a cabo distintas actividades lúdicas como por ejemplo juegos infantiles y populares, música o teatro. Por último, en septiembre se celebraba la Fiesta de la Vendimia, con un mercado de productos gastronómicos y artesanales, juegos infantiles o pisado de la uva, entre otras actividades.

### Gastronomía

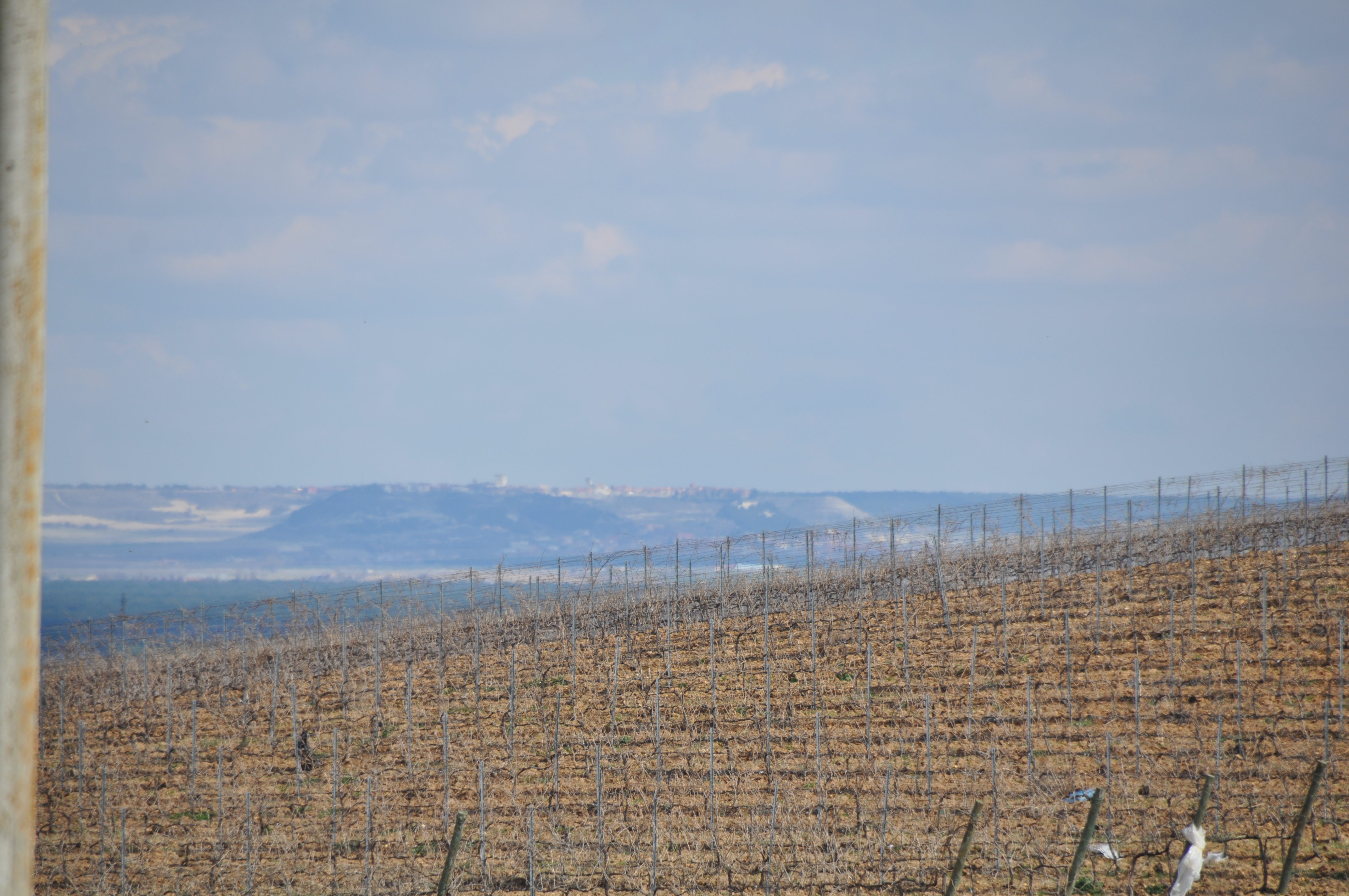
Viñedos en los alrededores. El municipio se encuentra dentro de la denominación de origen Rueda

La gastronomía en Ventosa de la Cuesta está basada, como en el resto de localidades de su entorno, en los alimentos que se pueden conseguir localmente. Entre aquellos de origen animal destacan los huevos y la carne, principalmente la obtenida de la matanza —con la que se elaboraban morcillas, chorizos, jijas y lomo—. Entre los alimentos de origen vegetal el más importante era el pan de trigo y frutas cultivadas como los higos.
Entre la repostería tradicional son comunes las rosquillas de Santa Águeda, las cagadillas de gato y las torrijas, y la limonada en cuanto a bebidas. El municipio se encuentra dentro de la denominación de origen Rueda, regulada desde 1980, y cuyos vinos característicos son los blancos, especialmente los procedentes de la variedad verdejo.